# Historia ruchu socjalistycznego
Historia ruchu socjalistycznego obejmuje historię grup i organizacji uznających idee socjalistyczne.

## Początki ruchu

### Geneza ruchu

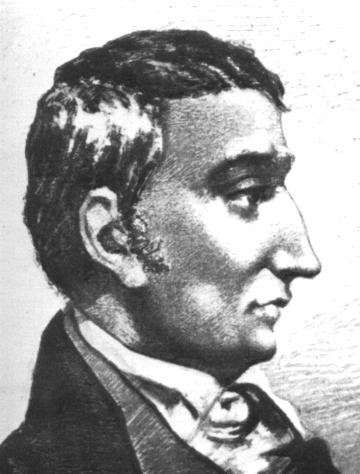
Henri de Saint-Simon: teoretyk socjalizmu chrześcijańskiego i utopijnego, uważany często za pierwszego współczesnego socjalistę

Socjaliści szukali źródeł swojej ideologii już w starożytności, w filozofii Mazdaka, Platona i Arystotelesa.
Właściwy ruch socjalistyczny opierał się jednak na ruchu związkowym i spółdzielczym, pismach teoretyków socjalizmu utopijnego oraz tzw. chrześcijańskim socjalizmie. Socjalizm chrześcijański nie używał początkowo tej nazwy. Narodził się z chrześcijańskiego poczucia wspólnoty i solidaryzmu. Późniejsi teoretycy socjalizmu utopijnego widzieli w Kazaniu na górze, wizję wspólnoty kolektywistycznej. W wieku XIX działacze protestanccy zakładali instytucje społeczne takie jak Working Men's College, którego pierwszym dyrektorem został Frederick Maurice, czy działacze tacy jak Charles Kingsley, Adolph Wagner i Adolf Stoecker. Idee socjalistyczne głosił ruch oksfordzki, organizując misje w dzielnicach nędzy. Działacze katoliccy zainteresowali się sprawą robotniczą dopiero po 1891 roku, gdy wydana została encyklika Rerum novarum. W Rosji, ze względu na kolektywistyczne tradycje Kościoła prawosławnego i regionalne tradycje struktur chłopskich, idee socjalizmu znalazły szerokie uznanie.
Na ruch socjalistyczny istotny wpływ miały tradycje związkowe. Istotne znaczenie dla rozwoju ruchu miały wystąpienia robotnicze, począwszy od męczenników z Tolpuddle (związek farmerów w Wielkiej Brytanii).
Do rozwoju idei protosocjalistycznych przyczyniła się też reformacja. W okresie reformacji na terenie Europy kontynentalnej i Wielkiej Brytanii działali tacy myśliciele jak Tomasz Morus i Tommaso Campanella, dążący do zreformowania zarówno religii i stosunków społecznych. Ruch osłabł po pojawieniu się radykalnych purytanów, znaczącego obozu w angielskiej wojnie domowej. Po wojnie pojawiły się takie grupy jak lewelerzy, którzy popierali reformy wyborcze, progresywne opodatkowanie i ustrój republikański. Kolejną grupą protosocjalistyczną działającą w Wielkiej Brytanii był ruch czartystowski, działający w latach 1836–1849. Nazwa czartystów wzięła się z jednej z petycji wydanej do parlamentu, „Karta praw ludu” z 1842 roku (The People’s Charter).

### Pierwsi socjaliści
Użycie terminu socjalizm po raz pierwszy przypisuje się francuskim ekonomistom Pierre’owi Leroux i Marie Roch Louis Reybaudowi. W Wielkiej Brytanii terminu socialism użył po raz pierwszy działacz spółdzielczy Robert Owen w 1827 roku.
Pierwszym nurtem socjalizmu, w dzisiejszym tego słowa znaczeniu, był socjalizm utopijny. Nazwa ta została nadana mu później przez Karola Marksa, który chciał w ten sposób podkreślić brak realizmu doktryn wczesnosocjalistycznych.

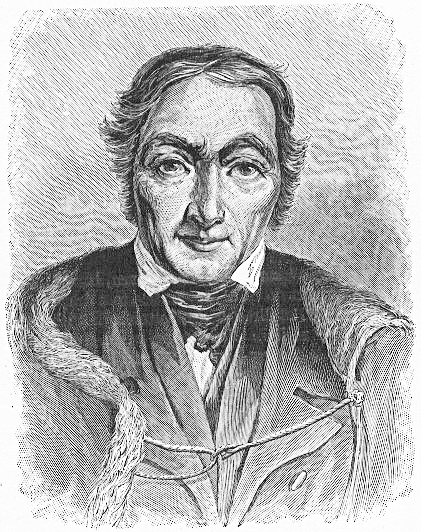
Robert Owen, walijski działacz spółdzielczy i teoretyk socjalizmu utopijnego

Za pierwszego socjalistę uważany jest często Henri de Saint-Simon. według niego „socjalizm” miał być przeciwieństwem liberalnego indywidualizmu, który uważał za przyczynę ubóstwa ucisku i nierówności. Saint-Simon postulował budowę nowego społeczeństwa o charakterze niekapitalistycznym. Miało się ono opierać na równości szans i nagradzaniu pracowników za ich wkład i zdolności. Krytyka kapitalizmu była stałym elementem doktryn socjalistycznych. Innymi znaczącymi postaciami tego okresu byli Robert Owen, Charles Fourier, Pierre-Joseph Proudhon, Louis Blanc i Charles Hall.

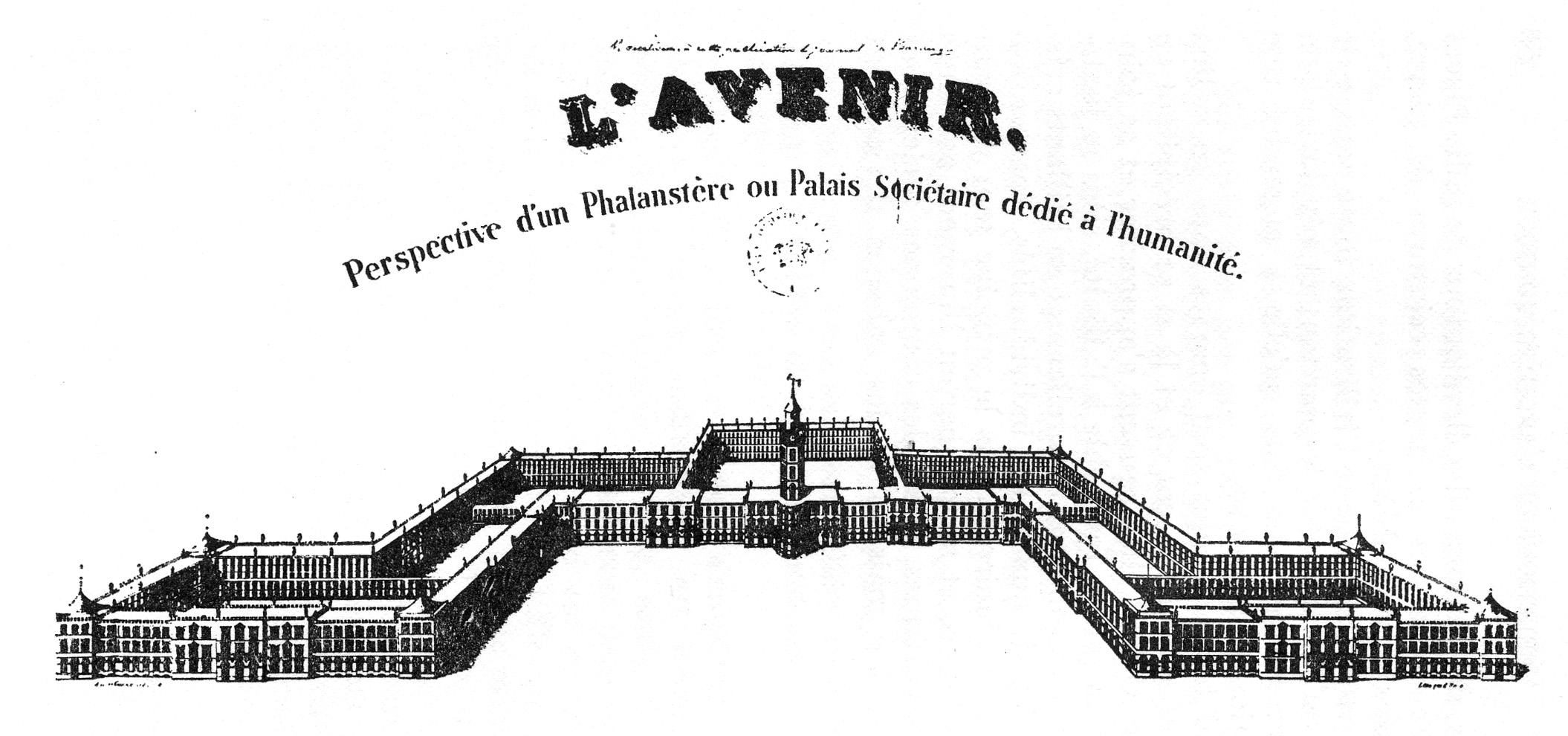
Projekt falansteru: projektowanej przez Fouriera idealnej wspólnoty opartej na zasadach socjalistycznych

Zdaniem pierwszych działaczy socjalistycznych, socjalizm jako przeciwieństwo indywidualizmu, opierać się miał na współpracy międzyludzkiej. Była ona jednak rozumiana na różne sposoby, Robert Owen uważał, że kapitalizm miałby zostać zastąpiony przez spółdzielcze komuny oparte na własności publicznej. Charles Fourier za punkt odniesienia uważał indywidualne pragnienia jednostki.
Robert Owen zaangażował się w działalność spółdzielczą, m.in. poprzez rozwój przemysłu opartego na socjalistycznych zasadach w New Lanark. Pracownicy tamtejszych młynów dysponowali ubezpieczeniami społecznymi oraz dziesięcioipółgodzinnym dniem pracy. Podjęto także próby założenia owenowskich komun w Stanach Zjednoczonych, np. New Harmony w Indianie (1825). Również Charles Fourier i Étienne Cabet zakładali w Stanach Zjednoczonych osady spółdzielcze. Fourier w 1841 roku założył osadę Brook Farm. Zwolennicy Fouriera po upadku Brook Farm próbowali założyć wspólnotę w Monmouth Country w New Jersey. Zwolennicy Cabeta założyli miejscowość Nauvoo w stanie Illinois. Osady zbliżone do tych tworzonych przez socjalistów utopijnych tworzyli szejkersi („Zjednoczone Towarzystwo Wyznawców Powtórnego Przyjścia Chrystusa”).
Poglądy François Noël Babeufa, polityka z okresu rewolucji francuskiej, wpłynęły na poglądy Louis Auguste Blanquia i zapoczątkowanego przez niego ruchu blankistów. Blankiści brali znaczący udział w Komunie Paryskiej. Louis Blanc wyrzekał się przemocy jako metody walki politycznej, opowiadał się za budową wspólnoty egalitarnej kontrolowanej przez robotników. Poglądy Proudhona stały się podstawą współczesnego anarchizmu. W Niemczech myśl socjalistyczną głosił Ferdinand Loslauer, znajdujący się pod wpływem socjalistów francuskich.

## Komuna Paryska
Komuna Paryska była zrywem rewolucyjnym na terenie Paryża, w którym uczestniczyła głównie inteligencja i proletariat. Zryw trwał między 18 marca a 28 maja 1871. Bezpośrednią przyczyną wybuchu powstania była wieść o zawieszeniu broni i poddaniu się wojsk francuskich w wojnie z Prusami (28 stycznia 1871). Oburzeni mieszkańcy stolicy opanowali miasto i utworzyli oddziały samoobrony, dążąc do ustanowienia nowego rządu Francji. 11 marca wojska wersalskie zaatakowały Paryż, zostały jednak pokonane przez komunardów a część żołnierzy przeszła na stronę powstańców. 28 marca Gabriel Ranvier ogłosił powstanie Komuny. Ruch komunardów podzielił się na przedstawicieli większości i mniejszości. Większość stanowili zwolennicy Louisa Auguste Blanquia, zwani blankistami. Grupa ta domagała się uspołecznienia środków produkcji, rozwiązania Zgromadzenia Narodowego i nowych wyborów. Mniejszość domagała się reform społecznych jednak nie godziła się na walkę zbrojną z opozycją. Zdaniem działaczy mniejszości państwo powinno zostać zlikwidowane, a na jego miejsce powinny powstawać lokalne komuny zrzeszone w prowincje, stany zjednoczone Europy, a następnie republikę światową. Na czele mniejszości stali proudhoniści.

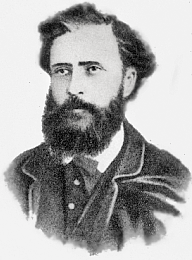
Walery Antoni Wróblewski dowódca w powstaniu styczniowym, generał Komuny Paryskiej i założyciel I Międzynarodówki

W Komunie liczny udział brali obcokrajowcy, wśród nich Polacy, m.in. Jarosław Dąbrowski, Walery Wróblewski, Florian Trawiński i Roman Czarnowski. 21 maja 1871 roku doszło do ataku wojsk wiernych Wersalowi na stolicę. Kulminacyjnym momentem stłumienia Komuny był krwawy tydzień gdy wojska wersalskie masowo rozstrzeliwały jeńców i komunardów, a komunardzi odpowiedzieli na to egzekucją zakładników. Ostatecznie Komuna została zdławiona, co przyczyniło się do marginalizacji lewicy i represji jej przedstawicieli.
Komuna Paryska przez marksistów uznana została za pierwszą próbę ustanowienia dyktatury proletariatu, a przez anarchistów za próbę likwidacji państwa.

## Marksizm, I i II Międzynarodówka
Podstawą teoretyczną wielu późniejszych ruchów socjalistycznych był Manifest komunistyczny Karola Marksa (1848). W 1859 roku Marks opublikował Przyczynek do krytyki ekonomii politycznej. Dzieło to, wraz z Manifestem komunistycznym, stało się podwaliną ideologii zwanej socjalizmem naukowym. Teorie marksistowskie zakładały następowanie po sobie historycznych stadiów rozwoju. Kapitalizm miał być zastąpiony socjalizmem, po którym nastąpić miał komunizm. Według Marksa proletariat miał za pośrednictwem państwa robotniczego kontrolować środki produkcji. Wywodzący się z pism Marksa i Engelsa marksizm, rozpadł się z czasem na nurt reformistyczny i rewolucyjny.

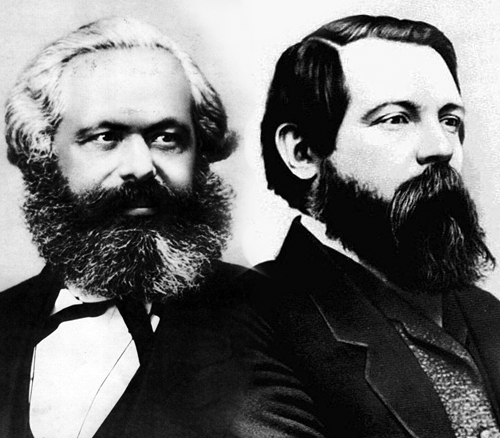
Karol Marks i Fryderyk Engels

Międzynarodowe Stowarzyszenie Robotników, zwane potocznie Pierwszą Międzynarodówką, założone zostało przez Marksa i Engelsa w 1864 roku. Bezpośrednią przyczyną ustanowienia nowej organizacji międzynarodowej było stłumienie przez cara Rosji powstania styczniowego. Organizacja rozwiązana została w 1876 roku po konflikcie między marksistami a anarchistami. W 1889 roku marksiści założyli II Międzynarodówkę, określaną jako Międzynarodówka Socjalistyczna. W pracach II Międzynarodówki udziału nie brali anarchiści, którzy utworzyli wcześniej „Międzynarodówkę antyautorytarną”. W kongresie założycielskim II Międzynarodówki udział brało 84 delegatów z 20 krajów, skupionych w około 300 organizacjach robotniczych i socjalistycznych. W 1898 roku Międzynarodówka ustanowiła 1 maja Świętem Pracy.

## Koniec XIX wieku, początek XX wieku
Pod koniec XIX wieku partie socjalistyczne w krajach o rozwiniętym systemie parlamentarnym aktywnie brały udział w wyborach i życiu politycznym. W większości reprezentowały one nurt reformistyczny, dążąc do stopniowych zmian systemu kapitalistycznego. Inną ścieżkę rozwoju przyjął ruch robotniczy w Rosji, gdzie ze względu na opresyjny system polityczny nie pozwalający na udział socjalistów we władzy, przyjął on taktykę rewolucyjną. W Europie Południowej, szczególnie we Włoszech i Hiszpanii, dochodziło do konfrontacji idei socjalizmu reformistycznego i anarchizmu. Włoskie partie socjalistyczne zajmowały pozycje antyanarchistyczne. Odcięcie od anarchizmu podkreślone zostało w programie Włoskiej Partii Socjalistycznej ustanowionym w czasie zjazdu genueńskiego. W 1904 Australijczycy wybrali pierwszego socjalistycznego premiera na świecie – Chrisa Watsona, reprezentanta Australijskiej Partii Pracy.

### Związki zawodowe i pierwsze partie robotnicze

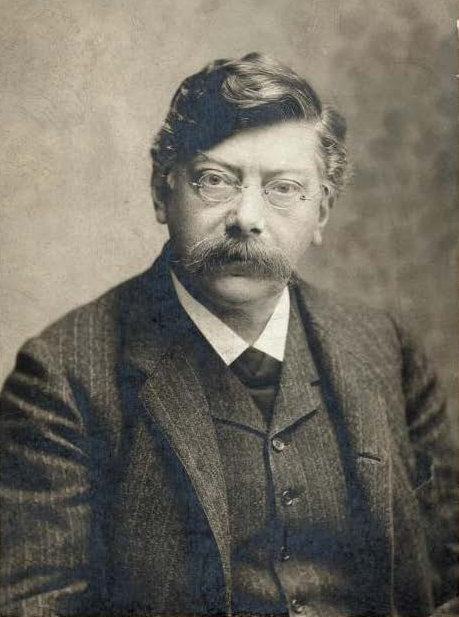
Victor Adler, założyciel socjaldemokracji w Austro-Węgrzech

Okresem prężnego rozwoju ruchu socjalistycznego są ostatnie dziesięciolecia XIX wieku, szczególnie między upadkiem Komuny Paryskiej a wybuchem rewolucji w 1905 roku. Ruch robotniczy walczył wówczas o prawa robotników drogą strajków, nie dochodziło natomiast do większych powstań robotniczych i rewolucji. Szybszy rozwój przemysłu wpływał na liczebność klasy robotniczej oraz jej świadomość. W 1889 roku doszło do strajków w Niemczech. W Zagłębiu Ruhry i Saary do strajku przystąpiło 100 tysięcy górników, na Śląsku 19 tysięcy, a w Saksonii 10 tysięcy. Protestujący żądali ustanowienia 8-godzinnego czasu pracy, świadczeń socjalnych oraz autonomii pracowniczej. Dziesięć lat później doszło do strajków w Wielkiej Brytanii, dzięki którym ustanowiono 8-godzinnego dnia pracy oraz zwiększenie pensji.
Pierwsze związki zawodowe zostały zalegalizowane w 1866 roku w Belgii, a następnie w Austrii (1879), Wielkiej Brytanii (1870-1876), Hiszpanii (1881), Francji (formalnie od 1884, faktycznie tolerowane od 1864), Niemczech (1890) i Rosji (1906). W latach 90. XIX wieku liczba związkowców wynosiła 250 tysięcy we Francji, 850 tysięcy w Niemczech oraz 2 miliony w Wielkiej Brytanii. Partie socjalistyczne zakładane były kolejno w Niemczech (1863), Danii (1878), Francji (1879-1880), Belgii (1885), Norwegii (1887), Austrii (1888), Szwecji (1889), Polsce (1892), Włoszech (1892), Wielkiej Brytanii (1893), Rosji (1883), Holandii (1894). W okresie tym partie robotnicze w Europie i Ameryce liczyły 300 tysięcy działaczy. W 1900 roku socjaliści reprezentowani byli w parlamentach 10 państw. W 1899 roku w Queenslandzie w Australii, powstał pierwszy rząd socjalistyczno-demokratyczny. Istniał on, jednak jedynie tydzień i był to rząd mniejszościowy.
We Włoszech działało kilka partii socjalistycznych – od 1882 Włoska Partia Robotnicza, od 1884 Włoska Partia Rewolucyjno-Socjalistyczna, a od 1892 Włoska Partia Pracy (w 1892 roku zmieniła nazwę na Włoska Partia Socjalistyczna). Socjaliści występowali przeciwko wojnom kolonialnym, m.in. inwazji włoskiej w Abisynii. W 1885 roku, według wzorców niemieckich, w Belgii założona została partia robotnicza zrzeszająca Walonów.
W 1889 r. w Austro-Węgrzech powstała Socjaldemokratyczna Partia Austrii, przez swoich działaczy określana jako mała międzynarodówka, z racji istnienia w partii autonomicznych struktur narodowych. W 1878 roku działacze czescy założyli Czeską Partię Socjaldemokratyczną, w 1892 założono Polską Partię Socjalno-Demokratyczną Galicji i Śląska Cieszyńskiego. W monarchii austro-węgierskiej ruch socjalistyczny przyjął wywodzący się z rewizjonizmu kierunek zwany austromarksizmem.

### Rozwój socjalizmu w Stanach Zjednoczonych

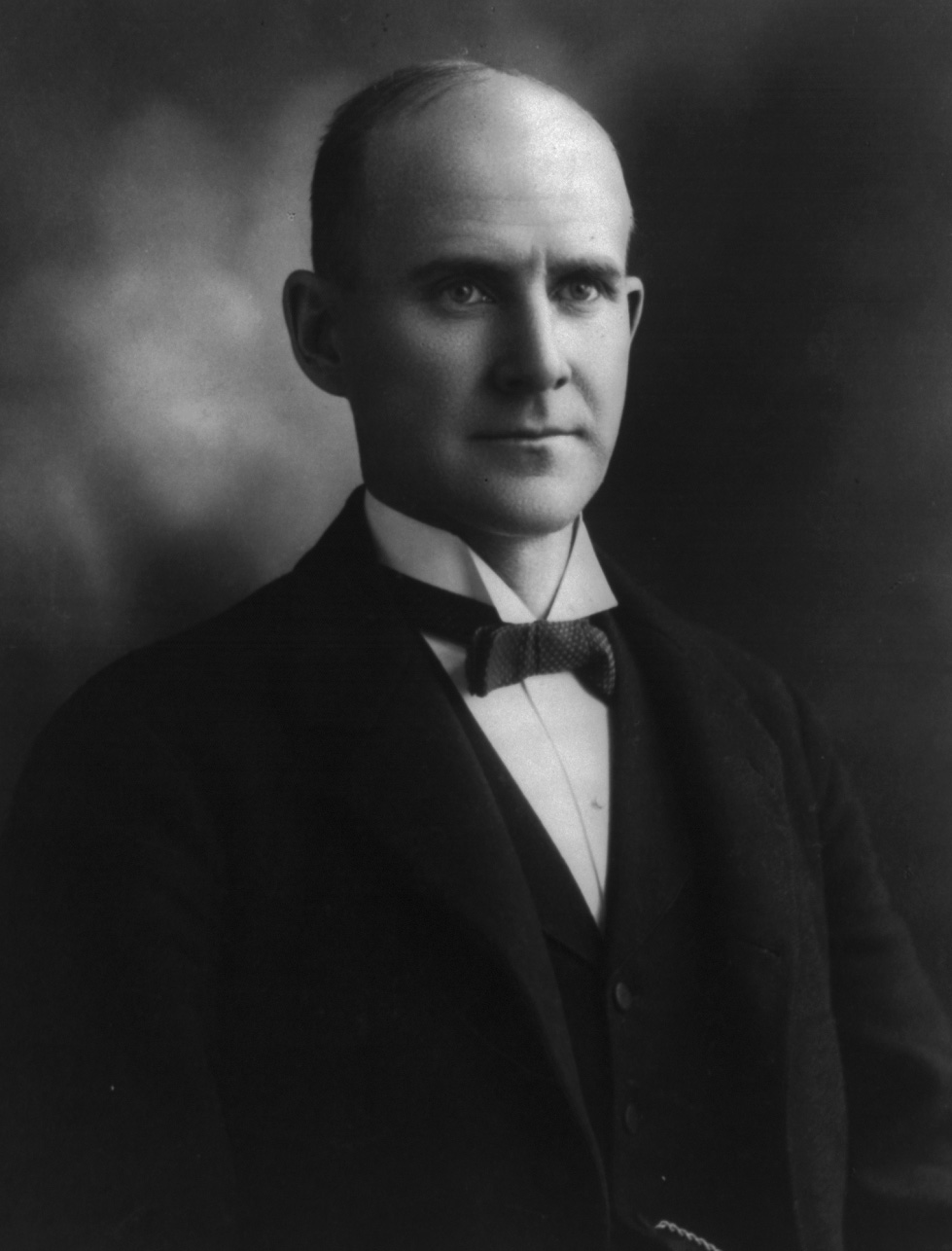
Eugene V. Debs: lider Partii Socjaldemokratycznej i Socjalistycznej Partii Ameryki

W Ameryce idee socjalistyczne głosili Eugene Debs i Daniel De Leon. Socjalistyczna Partia Pracy założona została w 1876 roku w Newark, z De Leonem jako liderem. Partia reprezentowała nurt marksizmu syndykalistycznego nazwanego później deleonizmem lub marksizmem-deleonizmem. Przeciwnicy deleonizmu odeszli z partii w 1901 roku i dołączyli do Partii Socjaldemokratycznej, która zmieniła wkrótce nazwę na „Socjalistyczna Partia Ameryki”. Liderem tego ugrupowania został Eugene V. Debs. Socjalistyczna Partia Ameryki największe sukcesy osiągnęła w 1912 roku, kiedy dysponowała 33 burmistrzami miast, miejscami w legislaturach stanowych i dwoma członkami Izby Reprezentantów USA. W tym samym roku Eugene V. Debs jako kandydat Socjalistycznej Partii Ameryki wystartował w wyborach prezydenckich, uzyskując 6% głosów.
W Stanach Zjednoczonych najsilniejszymi związkami zawodowymi pozostawały Amerykańska Federacja Pracy (4 miliony członków), Rycerze Pracy oraz Robotnicy Przemysłowi Świata. Organizacja Rycerzy Pracy nie była początkowo typowym związkiem zawodowym, a w założeniu miała tworzyć warunki do „tworzenia poczucia solidarności” pracowniczej.

### Wielka Brytania

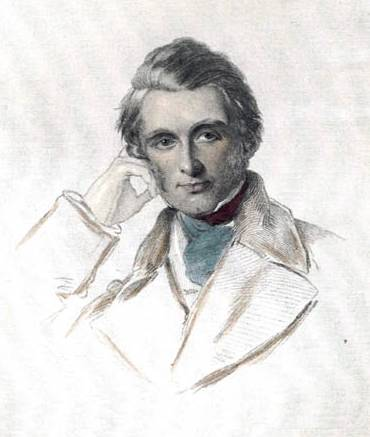
John Ruskin, brytyjski socjalista, pisarz i poeta

Gdy w życie weszła ustawa Reform Act 1867, Partia Liberalna, obawiając się utraty elektoratu robotniczego, zainteresowała się możliwością współpracy z nowo powstałymi organizacjami socjalistycznymi. W 1874 roku Partia Liberalna nie wystawiła kandydatów w okręgach, z których startowali działacze robotniczy Thomas Burt i Alexander MacDonald. W rezultacie dwójka działaczy dostała się do parlamentu. Wkrótce w ten sam sposób do parlamentu weszli też inni działacze socjalistyczni. Kandydaci robotniczy popierani przez Partię Liberałów znani byli jako Liberal-Labour (popularnie Lib-Labs). Współpraca Partii Liberalnej z socjalistami nie trwała jednak długo, w 1888 roku parlamentarzysta Robert Bontine Cunninghame Graham opuścił Partię Liberalną i założył Szkocką Partię Pracy. Tym samym Cunninghame-Graham uważany jest za pierwszego reprezentanta partii socjalistycznej w parlamencie Wielkiej Brytanii. W 1895 roku Socjalistyczna Partia Pracy połączyła się z innymi grupami i utworzyła Niezależną Partię Pracy.
W Wielkiej Brytanii pierwszą marksistowską organizacją była powstała w 1882 roku Federacja Socjaldemokratyczna. Do organizacji dołączyła córka Karola Marksa, Eleonora, a wspierał ją Fryderyk Engels. Wewnątrz partii dochodziło jednak do rozłamów. Rozłamowcy założyli Ligę Socjalistyczną, Socjalistyczną Partię Pracy i Socjalistyczną Partię Wielkiej Brytanii. Marksizm oddziaływał na partie robotnicze w mniejszym stopniu niż na partie w innych krajach Europy Zachodniej. W Irlandii w siłę rosły organizacje dążące do uzyskania niepodległości, jedną z nich była lewicowa Republikańska Partia Socjalistyczna. Popularnością cieszyli się niemarksistowscy filozofowie socjalistyczni, tacy jak John Ruskin. Część przedstawicieli ruchu robotniczego uważało, że Wielka Brytania – jako jeden z najbardziej demokratycznych krajów Europy – nie potrzebowała gwałtownych, rewolucyjnych zmian.
W 1900 roku członkowie Niezależnej Partii Pracy, Towarzystwa Fabiańskiego i Federacji Socjaldemokratycznej utworzyli Komitet Reprezentacyjny Pracy, który miał być zalążkiem nowej partii robotniczej. W 1906 roku Komitet zmienił nazwę na Partia Pracy. Wybory w 1906 roku wprowadziły do Izby Gmin 29 posłów laburzystowskich. Laburzyści opierali się na wartościach Towarzystwa Fabiańskiego, a Labour w nazwie partii wskazywał na niezależność od europejskiego marksistowskiego ruchu socjalistycznego, którego partie miały zazwyczaj w nazwie człon „socjaldemokracja”. Od 1910 roku laburzyści popierali rząd utworzony przez liberałów.

### Holandia
Pierwsza partia socjalistyczna w kraju powstała na przełomie lat 1881 i 82, ruch socjalistyczny stał jednak na czele ruchu związkowego już od lat 60. Partia przyjęła nazwę Liga Socjaldemokratyczna, a jej bazę stanowili robotnicy rolni. W łamach ruchu doszło do dwóch rozłamów. W 1894 roku gdy rewolucyjni anarchiści przejęli władzę w ugrupowaniu, skrzydło reformistów założyło Socjaldemokratyczną Partię Robotniczą, a zdominowana przez anarchistów Liga Socjaldemokratyczna została zdelegalizowana. W 1897 roku krytycy SDPR założyli Partię Socjaldemokratyczną, która po rewolucji październikowej i powstaniu Międzynarodówki Komunistycznej przekształciła się w Komunistyczną Partię Holandii. Reformiści i anarchiści zakładali związki zawodowe, największymi z nich były reformistyczny Nederlands Verbond van Vakverenigingen i anarchosyndykalistyczny Nationaal Arbeidssecretariaat.

### Francja

Logo Francuskiej Sekcji Międzynarodówki Robotniczej

W 1879 roku Paul Brousse założył pierwszą francuską partię robotniczą, Federację Socjalistycznych Pracowników Francji. Partia ta, w przeciwieństwie do wielu innych ugrupowań europejskich, opowiadała się za reformizmem, a jej pozycje określane były jako posybilizm. Blankiści utworzyli centralny Komitet Rewolucyjny. W 1880 roku część działaczy FSPF założyła stricte marksistowską Francuską Partię Robotniczą. Program partii powstał w 1880 roku na zjeździe w Hawrze, na którym gościem był Karol Marks. Czołowymi działaczami, a jednocześnie liderami partii, byli zięć Marksa Paul Lafargue i założyciel tygodnika L’Égalité Jules Basile Guesde.
W 1880 roku ruch socjalistyczny we Francji odniósł pierwsze wyborcze sukcesy, wygrywając wybory na terenie niektórych gmin. W 1895 roku założono Generalną Konfederację Pracy. W 1896 roku socjaliści objęli władzę nad 157 radami miejskimi. W 1890 roku radykalni socjaliści francuscy założyli Socjalistyczną Rewolucyjną Partię Robotniczą i skrytykowali ukierunkowanie głównego nurtu socjalistycznego na wybory. Przedstawiciele SPPR uważali że ruch socjalistyczny powinien realizować swoje cele poprzez strajki.
Afera Dreyfusa, która wybuchła w 1894 roku, podzieliła francuską scenę polityczną na dwa zwalczające się obozy. Grupa dreyfusistów, do której należeli socjaliści i liberałowie, uważała, że Dreyfus jest niewinny. Z kolei konserwatyści wskazywali, że degradacja i uwięzienie Dreyfusa były uzasadnione. W 1899 roku kontrowersje wywołał Alexandre Millerand, który jako jeden z pierwszych socjalistów dołączył do rządu. Wiele ugrupowań socjalistycznych skrytykowało go za udział w rządzie ze względu na skład rządu.
Do zjednoczenia francuskich środowisk socjalistycznych doszło ostatecznie w 1905 w Paryżu, gdy działacze Socjalistycznej Partii Francji (dawniej Francuska Partia Robotnicza) i kilku mniejszych ugrupowań utworzyli Francuską Sekcję Międzynarodówki Robotniczej.

### Niemcy
Ruch socjalistyczny w Niemczech w pierwszych dziesięcioleciach działalności został poddany brutalnym represjom. W 1874 roku z inicjatywy władz zdelegalizowano lassalowski Powszechny Niemiecki Związek Robotniczy. W obliczu narastających represji dotychczasowe frakcje socjalistyczne zjednoczyły się w Socjalistyczną Partię Robotniczą Niemiec, a umiarkowany program nowego ugrupowania został skrytykowany przez Karola Marksa. Po zjednoczeniu Niemiec, w wyborach w 1877 roku, socjaldemokraci zdobyli czwarte miejsce w skali kraju. W 1878 roku w życie weszło prawo antysocjaldemokratyczne, obowiązujące do 1890 roku. Popularnością wśród wyższych sfer cieszył się tzw. socjalizm z katedry, rozwijający się w kręgach naukowych.
Niemiecki ruch socjaldemokratyczny uważany był za czołowy ruch socjalistyczny w ówczesnej Europie. Mimo antysocjalistycznej polityki kanclerza Bismarcka, socjaldemokracji niemieckiej udało się odnosić stałe zwycięstwa wyborcze i zrzeszać w sieci związków rzesze robotników, tym samym stając się wzorem organizacyjnym dla ruchu socjalistycznego w innych krajach. Założona w 1890 roku Socjaldemokratyczna Partia Niemiec zdominowała II Międzynarodówkę. Pierwszy program wydany w 1891 roku w Erfurcie był stricte marksistowski, stopniowo był jednak modyfikowany w duchu rewizjonizmu. Wybory w 1912 roku okazały się zwycięstwem socjaldemokratów: partia ustanowiła największy klub parlamentarny, a liczba głosów uzyskanych przez SPD wyniosłą 4 250 000 (ogółem oddano 12 207 000 głosów).

### Rosja

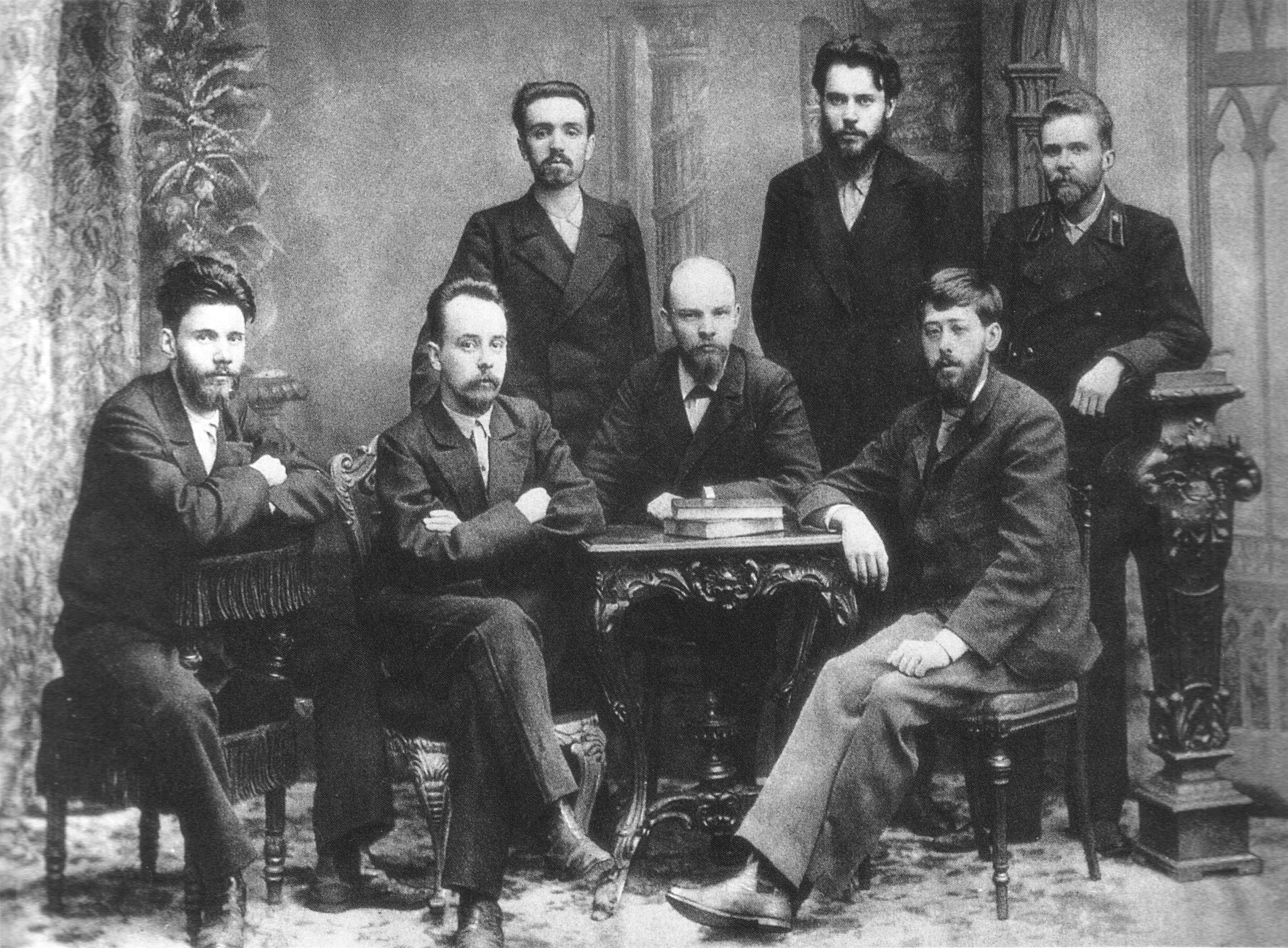
Działacze Związku Walki o Wyzwolenie Klasy Robotniczej

Ruch rewolucyjny na czele z Aleksandrem Hercenem i Mikołajem Czernyszewskim rozwijał się w stronę socjalizmu, populizmu i anarchizmu. W 1876 roku powstała Ziemla i Wola głosząca program narodnicki. W roku 1879 doszło do rozłamu w Ziemli i Woli: populiści założyli ugrupowanie Wola Ludu, umiarkowani członkowie założyli Czonryj Pieriedieł. Nieformalnym ideologiem i ekonomistą ruchu populistów był Piotr Tkaczow. W latach 70. i 80. powstały Południowo-Rosyjski Związek Robotników i Północny Związek Robotników Rosyjskich. Pierwsza z organizacji została jednak rozbita już w 1875 roku. Północny Związek wydawał pismo Roboczaja Zaria, organizował strajki i protesty oraz wydawał podziemne ulotki. Organizacja została rozbita, a czołowi działacze skazani zostali w procesie pięćdziesięciu.
W 1883 roku założona została pierwsza grupa marksistowska Wyzwolenie Pracy. Na czele ruchu stanął Gieorgij Plechanow. Późniejszy ruch socjalistyczny nie używał metod parlamentarnych ze względu na opresyjny system carskiej Rosji. Włodzimierz Lenin założył Związek Walki o Wyzwolenie Klasy Robotniczej, który następnie stał się częścią SPRR. Umiarkowana socjaldemokracja zwana ekonomistami postulowała walkę robotników o sprawy ekonomiczne, przy jednoczesnym zachowaniu władzy burżuazji. Zwolennicy leninizmu (bolszewicy), zwalczali swoich rywali w obrębie socjaldemokracji, mienszewików i odrębny ruch socjalistów-rewolucjonistów. Zarówno bolszewicy, jak i mienszewicy, skupieni byli w Socjaldemokratycznej Partii Robotniczej Rosji, działającej od roku 1898, a do podziału na frakcje doszło w 1903 roku. W 1900 roku na emigracji wydawano pismo „Iskra”.
Partia Socjalistów-Rewolucjonistów założona została w 1901 roku. Ugrupowanie to głosiło hasła zniesienia własności prywatnej ziemi i rozdzielenie jej pomiędzy chłopstwo. Oprócz organizacji rosyjskich działały organizacje mniejszości narodowych – żydowscy socjaliści skupieni byli w Poalej Syjon, reprezentującym syjonizm socjalistyczny i w antysyjonistycznym Bundzie. W Królestwie Kongresowym największymi partiami były Polska Partia Socjalistyczna i Socjaldemokracja Królestwa Polskiego i Litwy.

### Polska

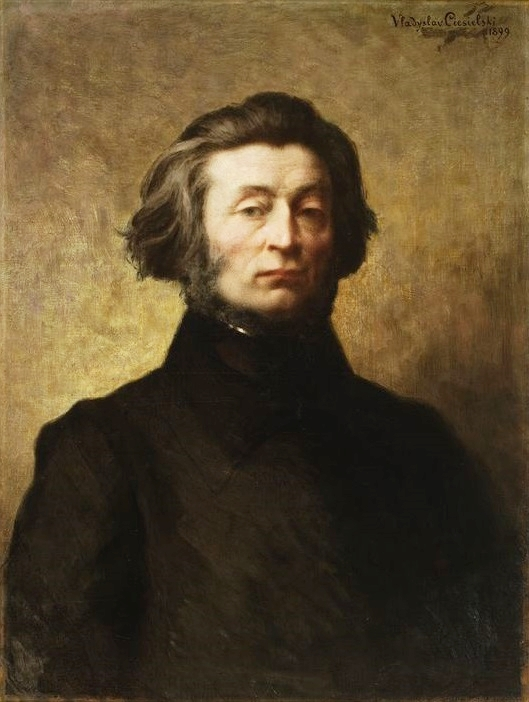
Adam Mickiewicz pozostawał pod wyraźnym wpływem idei socjalistycznych.

Za jednego z pierwszych działaczy głoszących idee określane później jako socjalistyczne uważany jest Franciszek Gorzkowski. Gorzkowski żyjący w latach 1760-1830 uczestniczył w powstaniu kościuszkowskim oraz był członkiem klubu jakobinów polskich, dążył do wybuchu rewolucji chłopskiej na ziemi siedleckiej oraz głosił hasła ustanowienia systemu republikańskiego. Historyk Adam Próchnik uważał za zasadne włączenie Gorzkowskiego do grona prekursorów socjalizmu na ziemiach polskich, choć rzeczą dyskusyjną jest, czy ruch skupiony wokół jego osoby oparty był w całości na wyznawanych przez niego wartościach, a więc czy przynależy do historii socjalizmu. Na pewno jednak był nurtem emancypacyjnym.
Na początku XIX wieku socjaliści polscy stanowili małą grupę mającą większe wpływy na emigracji niż w ojczyźnie. Do większego zainteresowania socjalizmem doszło po upadku powstania listopadowego gdy Polacy znajdujący się na emigracji zetknęli się z poglądami Roberta Owena czy Saint-Simona. Pod wyraźnym wpływem ideologii socjalistycznej znajdowali się m.in. Bohdan Jański, Leonard Rettel, Piotr Semeneńko, Joachim Lelewel oraz Adam Mickiewicz. Socjalizm wywierał wpływ na wywodzące się z czerwonych ugrupowania takie jak Towarzystwo Demokratyczne Polskie, Zemstę Ludu i ruch Młodej Polski. W 1835 część brytyjskich działaczy TDP utworzyła ugrupowanie pod nazwą Lud Polski, w kierownictwie organizacji znaleźli się socjaliści tacy jak Seweryn Dziewicki Stanisław Worcell, Tadeusz Krępowiecki i Zenon Świętosławski, organizacja kontynuowała działalność do 1846 gdy jej działacze wrócili do kraju.
W okresie działalności TDP w kraju działał ksiądz Piotr Ściegienny, kierujący konspiracyjną organizacją Związek Chłopski. W 1845 Walenty Stefański założył ugrupowanie o tendencjach socjalistycznych, działające pod nazwą Związek Plebejuszów. Zadeklarowanym socjalistą był Edward Dembowski, przyszły przywódca powstania krakowskiego. Dembowski opowiadał się za likwidacją własności prywatnej na rzecz własności socjalistycznej. Na terenie zaboru austriackiego działał Julian Goslar. W 1847 zwolennicy Joachima Lelewela przyjęli uchwałę londyńskiego Kongresu Socjalistycznego. Po upadku ruchu rewolucyjnego roku 1848 znaczenie socjalizmu zmalało, sytuację tę zmieniła wojna krymska. W 1858 reaktywowany został Lud Polski Świętosławskiego, organizacja weszła w skład Związku Międzynarodowego. Celem nowej organizacji było utworzenie republiki socjalistycznej. W 1861 w Łodzi doszło do jednego z pierwszych polskich wystąpień robotniczych a proletariat bierze udział w powstaniu styczniowym. Przed 1861 dochodziło do strajków między innymi w Królewskiej Hucie (1847), Siemianowicach, Rybniku i Mysłowicach (1850). Pierwszą polską gazetą o profilu socjalistycznym była założona w 1866 „Gmina”, kolejnym pismem była powstała w 1870 „Zmowa”. W 1870 przedstawiciele ruchu socjalistyczne weszli w skład Zjednoczenia emigracji polskiej.
Emigracja polska w Paryżu dość licznie wzięła udział w Komunie Paryskiej w której uczestniczyli między innymi dowódcy powstania styczniowego Jarosław Dąbrowski i Walery Wróblewski. Po upadku Komuny Wróblewski wyemigrował do Londynu, gdzie działał w Międzynarodowym Stowarzyszeniu Robotników, znanym później jako I Międzynarodówka. W czasie rozłamu między zwolennikami Marksa i Bakunina, Wróblewski opowiedział się za stanowiskiem Marksa.

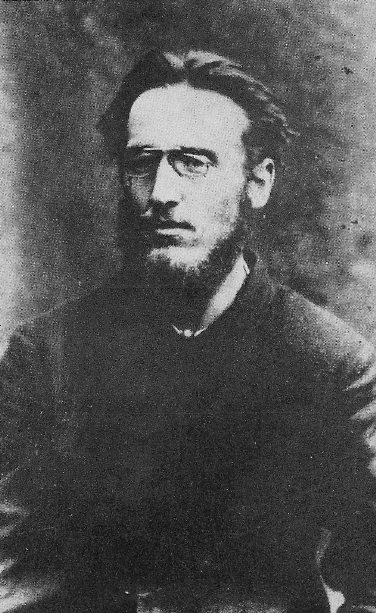
Ludwik Waryński, założyciel pierwszej polskiej partii politycznej, Wielki Proletariat

Do strajków zainicjowanych przez struktury socjalistyczne doszło w Poznaniu w 1871 i 1872. Od 1871 działalność na terenie Galicji prowadził Bolesław Limanowski. W 1878 Ludwik Waryński założył organizację młodzieży robotniczej i studenckiej. W 1879 opublikowany został Program socjalistów polskich zwany również programem brukselskim. Z inicjatywy Waryńskiego 1882 założona została pierwsza polska partia robotnicza, Międzynarodowa Socjalno-Rewolucyjna Partia Proletariat przez historyków nazywana jako I Proletariat lub Wielki Proletariat, organizacja ta została jednak rozbita przez carską policję. Organizacja dążyła do ogólnoświatowej rewolucji socjalistycznej i likwidacji kapitalizmu. Dwa lata po rozbiciu I Proletariatu powstał II Proletariat.
W latach 70. w ruchu socjalistycznym doszło do pierwszych napięć na tle ideologicznym. Limanowski podkreślał polski patriotyzm i dążenie do walki o niepodległość. Założona w Genewie organizacja Limanowskiego Lud Polski wydała w 1881 broszurę Patriotyzm i socjalizm, która uznała została za ideologiczny manifest ugrupowania. Waryński zwracał natomiast uwagę na kosmopolityzm i elitaryzm. Nawiązywał ścisłe relacje z rosyjską Wolą Ludu oraz odrzucał dawne hasła niepodległościowe ruchu robotniczego. Ludwik Waryński pochodził z Ukrainy, działał jednak na terenie całej Polski i za granicą. W 1880 był jednym z trzydziestu pięciu oskarżonych w procesie działaczy socjalistycznych, uniknął jednak wyroku. Założony przez niego Wielki Proletariat określany był jako awangarda rewolucji. Działacze partii założyli fundusz robotniczy z którego finansowano działalność partii i prowadzenie strajków. Po udanym strajku w Żyradowie w kwietniu 1884, czołowi członkowie partii zostali skazani na śmierć, wśród straconych działaczy znalazł się sam Waryński.
W latach 80. XIX wieku działały organizacje takie jak Gmina Narodowo-Socjalistyczna Limanowskiego, od 1889 działał Związek Robotników Polskich. ZRP początkowo był przeciwny hasłom niepodległościowym, z czasem jednak w programie ugrupowania pojawiły się hasła niepodległościowe.
W Paryżu, w dniach od 17 do 23 listopada 1892 odbył się zjazd socjalistów polskich na którym podjęto decyzję o powołaniu Polskiej Partii Socjalistycznej i Związku Zagranicznego Socjalistów Polskich. Przywódcą nowej partii został Limanowski. W manifeście programowym jako cel proklamowano niepodległość narodową, która miała zostać osiągnięta w sposób pokojowy oraz ustanowienie dyktatury proletariatu. Gazeta PPS Robotnik redagowana była przez Józefa Piłsudskiego a gazetę drukowano w Londynie skąd przewożono ją do Rosji. Pierwsze kółka PPS-u w Kongresówce powstały w 1893 a w czerwcu tego samego roku odbył się I Kongres partii. W 1892 działalność rozpoczęła Polska Partia Socjalno-Demokratyczna Galicji i Śląska Cieszyńskiego (PPSD) kierowana przez Ignacego Daszyńskiego a rok później w Katowicach założona została Polska Partia Socjalistyczna Zaboru Pruskiego. Zarówno PPSD i PPS Zaboru Pruskiego miały program zbliżony do PPS-u lecz zachowały odrębność, druga organizacja cieszyła się jednak znikomym poparciem, w Wielkopolsce tracąc na rzecz endecji i Narodowego Związku Robotniczego.

## Konflikt między nurtem reformistycznym i rewolucyjnym
Sukcesy wyborcze partii robotniczych we Francji i Niemczech doprowadziły do powstania w ruchu socjalistycznym kierunku reformistycznego. Skrzydła reformistyczne partii socjalistycznych dążyły do stopniowej ewolucji kapitalizmu w socjalizm. Niemiecki socjaldemokrata Georg von Vollmar uważał, że partie socjaldemokratyczne powinny nawiązywać sojusze z partiami liberalnymi. Stanowisko to zostało skrytykowane przez Fryderyka Engelsa, który uważał, że w sposób parlamentarny niemiecka socjaldemokracja nie wprowadzi postulowanych przez siebie reform. W 1899 roku Alexander Millerand, francuski polityk robotniczy, wszedł do rządu i objął funkcję ministra handlu, tym samym padając ofiarą krytyki lewego skrzydła ruchu robotniczego. Oprócz reformizmu rozwijał się marksistowski rewizjonizm, którego czołowym reprezentantem był Eduard Bernstein. Uważał on że wiele tez Marksa było błędnych, a droga do socjalizmu odbędzie się na drodze zmian parlamentarnych. W Rosji teorie rewizjonistyczne i reformistyczne głosili ekonomiści. Uważali oni, że robotnicy powinni walczyć jedynie o zmiany ekonomiczne, a walka polityka powinna pozostać w rękach liberalnej burżuazji.
Reformizmowi i rewizjonizmowi sprzeciwiał się ruch rewolucyjny. Przedstawicielami nurtu rewolucyjnego byli m.in. Włodzimierz Lenin i Róża Luksemburg. Mniej krytyczny wobec reformistycznego socjalizmu był Karl Kautsky i Victor Adler. Jednym z najbardziej rewolucyjnych ruchów wewnątrz ruchu robotniczego był anarchizm. Anarchiści krytykowali wszelkie struktury państwowe, a w samym ruchu występował nurt anarchokomunistów i anarchokolektywistów. Sam anarchizm wziął nazwę z książki „Co to jest własność?”, autorstwa Pierre-Joseph Proudhona. Czołowymi teoretykami ideologii byli Rosjanie Piotr Kropotkin i Michaił Bakunin.

## Rewolucja w 1905 roku

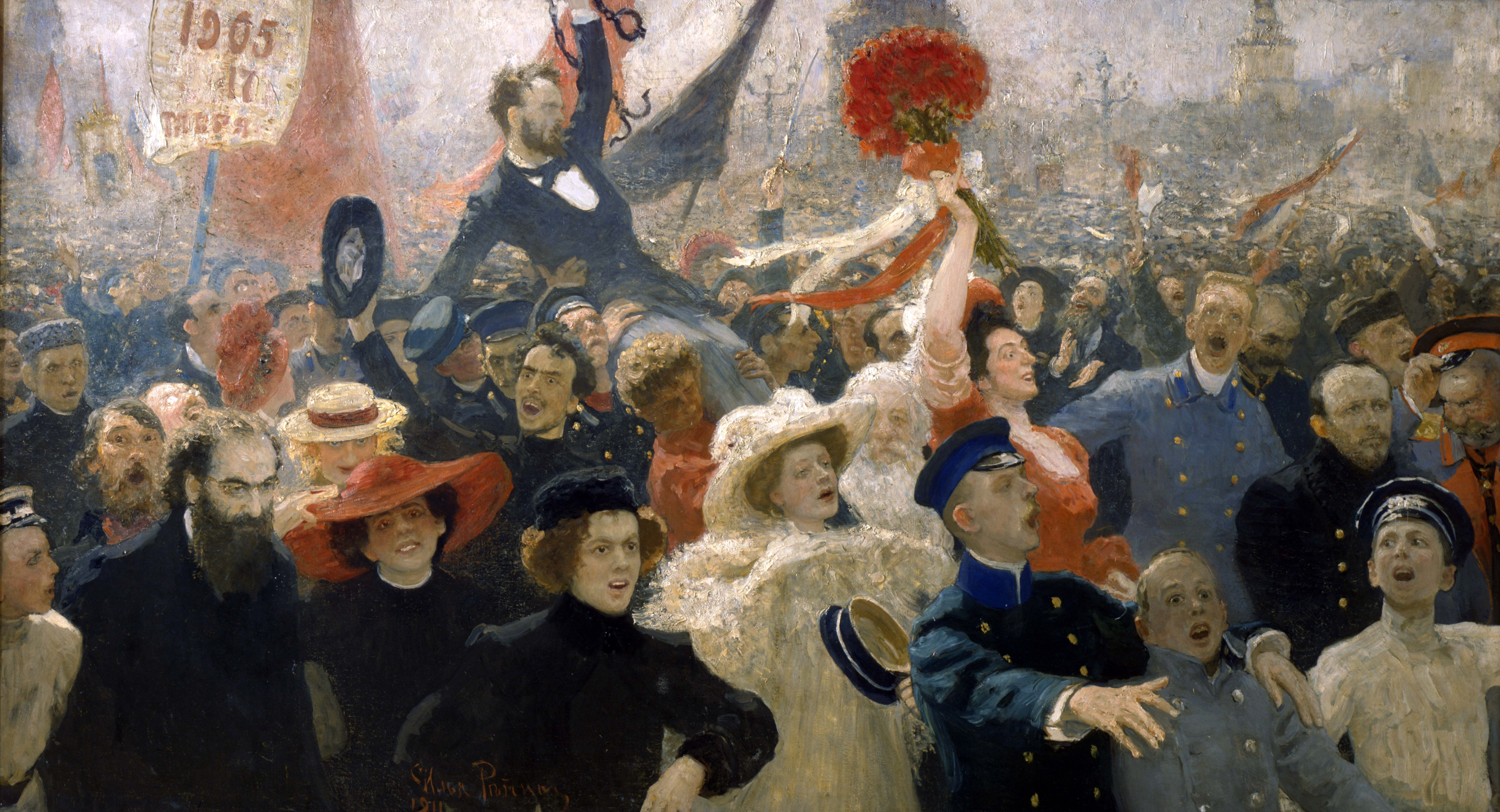
Ilja Riepin 17 października 1905

Rewolucja 1905 roku była pierwszą z trzech rosyjskich rewolucji. Miała charakter ogólnokrajowym, a do wystąpień rewolucyjnych doszło również na terenie Królestwa Polskiego. Od 1900 roku Rosja przeżywała głębokie problemy ekonomiczne, a dysproporcje na tle klasowym wzrastały. Dochodziło do pierwszych wystąpień, strajków i protestów w historii kraju. 1 maja 1900 doszło do manifestacji w Charkowie. W kolejnym roku wybuchła seria strajków w największych miastach imperium. W obliczu tych wydarzeń, na II Zjeździe SRPR podjęto pierwsze przygotowania do walki zbrojnej z caratem. Rewolucję przyśpieszyła wojna z Japonią, która zakończyła się w 1905 roku klęską Imperium Rosyjskiego. Mimo tego, że wojna miała w zamyśle reżimu carskiego złagodzić napięcia społeczne, przyśpieszyła znacznie wybuch rewolucji.
Impulsem, który doprowadził do rewolucji, była tzw. krwawa niedziela. Do wydarzeń doszło 22 stycznia 1905 roku, gdy pokojowa dwuipółtysięczna demonstracja zmierzająca w kierunku pałacu carskiego została zmasakrowana przez wojsko. Oficjalnie władze przyznały się do śmierci 130 osób i 300 rannych, niezależne źródła informowały o liczbie zabitych wynoszącej od 600 do 1000 osób. W odpowiedzi na masakrę doszło do strajków, wystąpień chłopskich, robotniczych i żołnierskich. W Petersburgu Lew Trocki wezwał do rewolucji, władzę w wystąpieniach rewolucyjnych przejęły Rady Delegatów Robotniczych, żołnierze, którzy odmówili strzelania do protestujących dołączali do Rad Delegatów Żołnierskich. Jednym z trwałych symboli rewolucji był pancernik Potiomkin, na którym w czerwcu doszło do buntu i przejęcia statku. W Polsce, krajach nadbałtyckich, na Ukrainie i Kaukazie, walka rewolucyjna wiązana była często z walką o niepodległość. Na terenie Królestwa Polskiego udział w rewolucji brała Polska Partia Socjalistyczna, Socjaldemokracja Królestwa Polskiego i ugrupowania chłopskie, a ważnym wystąpieniem robotniczym było powstanie łódzkie.
Stopniowo powstała opozycja liberalna. W odpowiedzi na jej żądania oraz panujący w kraju chaos car zgodził się na wydanie konstytucji, ogłoszone to zostało 30 października w manifeście. Po upadku powstania w Moskwie rewolucja osłabła, choć jeszcze w 1906 roku dochodziło do strajków. Rewolucję zakończyły ostatecznie reformy wyborcze w roku 1907.

## I wojna światowa

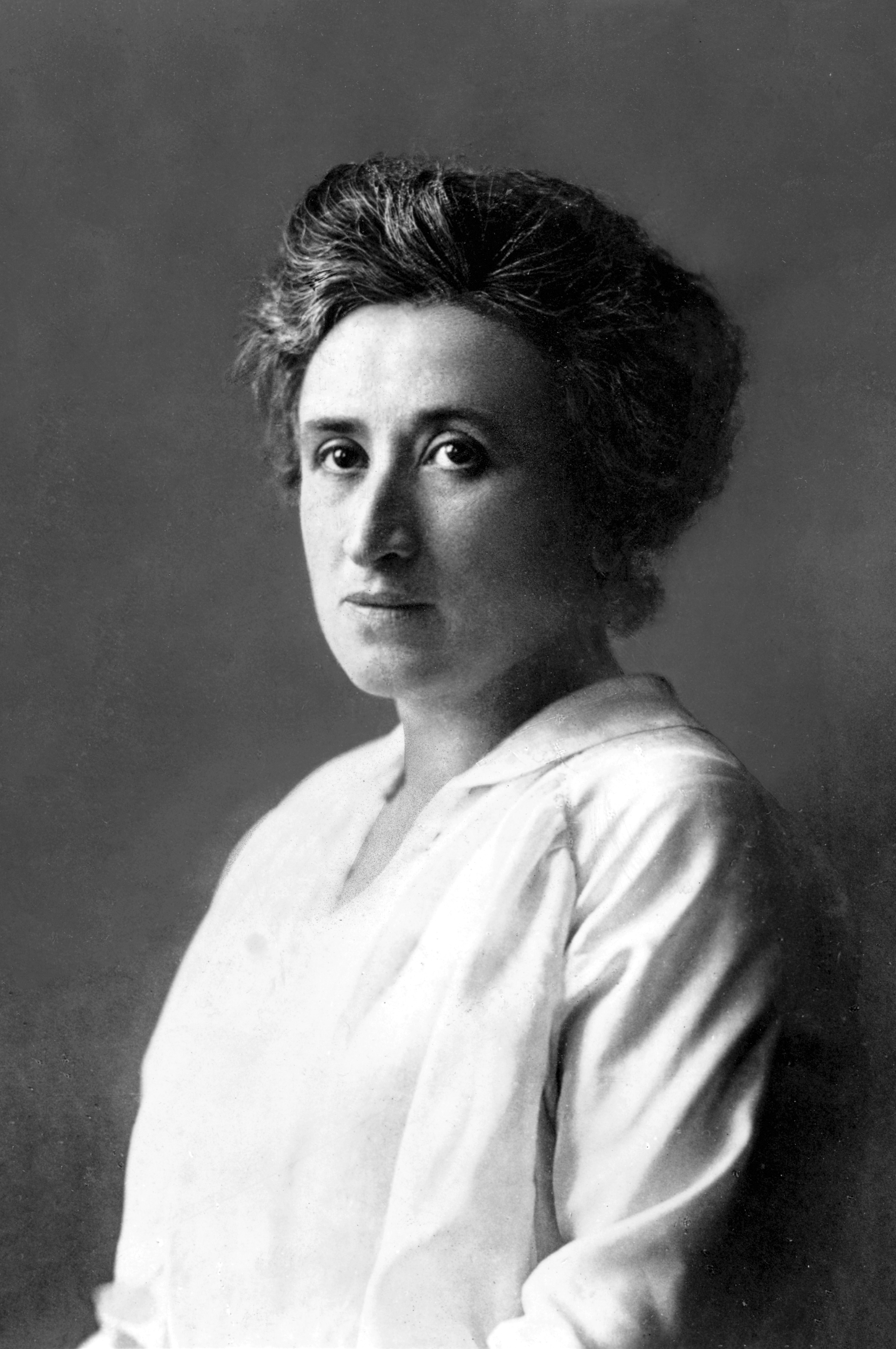
Róża Luksemburg, przedstawicielka nurtu internacjonalistycznego i pacyfistycznego w II Międzynarodówce

Jeszcze przed wybuchem wojny socjaldemokracja niemiecka na czele z Bernsteinem, obserwując napięcia między Niemcami a innymi mocarstwami europejskimi na przełomie XIX i XX wieku, obawiała się, że Niemcy i kraje z nimi sprzymierzone mogą dopuścić do wybuchu konfliktu międzynarodowego. Po wybuchu I wojny światowej wiele partii i ugrupowań socjalistycznych w krajach biorących udział w konflikcie stało przed pytaniem, czy należy poprzeć czy potępić działania wojenne. W Niemczech i Francji na wieść o wybuchu wojny dochodziło do protestów i prób strajków. Bernstein tuż po wybuchu wojny złożył wizytę w Wielkiej Brytanii, spotykając się z przywódcą Partii Pracy Ramsayem MacDonaldem. W SPD doszło do wewnętrznych podziałów, większość działaczy początkowo poparła „prawo do swojej obrony terytorialnej” i „zniszczenia despotyzmu carskiego”. Wojnę poparł w końcu sam Bernstein. Z czasem zmienił on jednak zdanie i ponownie potępił działania wojenne, było to po części podyktowane próbą kompromisu między reformistami a ortodoksyjnymi marksistami. Kautsky w odpowiedzi na to odłożył na ten czas spór z rewizjonistami, określając Bernsteina jako „chorążego internacjonalistycznej idei demokracji społecznej”. Porozumienie odrzuciło prawicowe skrzydło partii pod kierownictwem Eberta.
We Francji linię pacyfistyczną przyjął lider tamtejszych socjalistów, Jean Jaurès. Po jego zamordowaniu w 1914 roku większa część działaczy poparła udział Francji w wojnie. Udział w wojnie Wielkiej Brytanii skrytykowały środowiska syndykalistyczne. W opozycji do nich, większość partii socjalistycznych głównego nurtu przyjęła entuzjastycznie udział w wojnie. Stanowisko prowojenne oprócz Partii Pracy przyjęła także Brytyjska Partia Socjalistyczna. Z Partii Socjalistycznej odłączyła się frakcja pacyfistyczna. Mała grupa członków Partii Pracy skrytykowała wojnę światową, została jednak zaatakowana i zmarginalizowana przez prasę jako „proniemiecka” i pacyfistyczna. W odpowiedzi na prowojenne nastroje laburzystów jej dotychczasowy przywódca, MacDonald, zrezygnował z funkcji i przystąpił do Niezależnej Partii Pracy. Nowym liderem Partii Pracy wybrany został przyszły minister wojny Arthur Henderson.
W dniach 5–8 września 1915 roku odbyła się konferencja w Zimmerwaldzie, w której udział wzięli zarówno przedstawiciele nurtów socjaldemokratycznych, jak i rewolucyjnych. Uchwalono na niej pacyfistyczny manifest potępiający wojnę jako imperialistyczną. W 1915 roku działacze rewolucyjnego nurtu socjaldemokracji niemieckiej założyli Związek Spartakusa, znany również jako Gruppe Internationale (Grupa Międzynarodówki).
Postawę pacyfistyczną przyjęli socjaliści amerykańscy 7 kwietnia 1917 roku, dzień po tym jak Stany Zjednoczone przyłączyły się do I wojny światowej. Kierownictwo Partii Socjalistycznej nazwało wojnę „zbrodnią przeciwko narodowi Stanów Zjednoczonych” i podjęło działalność antywojenną. W czerwcu 1917 roku prezydent Woodrow Wilson podpisał ustawę „Act Espionage”, która zawierała klauzulę przewidującą kary więzienia na okres do dwudziestu lat za agitację antywojenną. Ustawa ta uderzyła w amerykańskie antywojenne organizacje lewicy, a wielu socjalistów zostało skazanych za „zdradę” i osadzonych w więzieniach. Eugene V. Debs odwiedził trzech więźniów politycznych uwięzionych w Canton w stanie Ohio, po odwiedzinach wygłosił na ulicach miasta dwugodzinną mowę, w której potępił wojnę. Po zakończeniu przemowy został aresztowany i skazany na podstawie ustawy o szpiegostwie. 5 września 1917 roku Departament Sprawiedliwości przeprowadził nalot na siedziby Robotników Przemysłowych Świata. Inspekcje pod zarzutami o szpiegostwo zajęły wszystkie 48 centrali IWW w kraju.

## Rewolucje w latach 1917–1920

### Rewolucja w Rosji

Aleksander Kiereński działacz Socjalistów-Rewolucjonistów i premier Rządu Tymczasowego

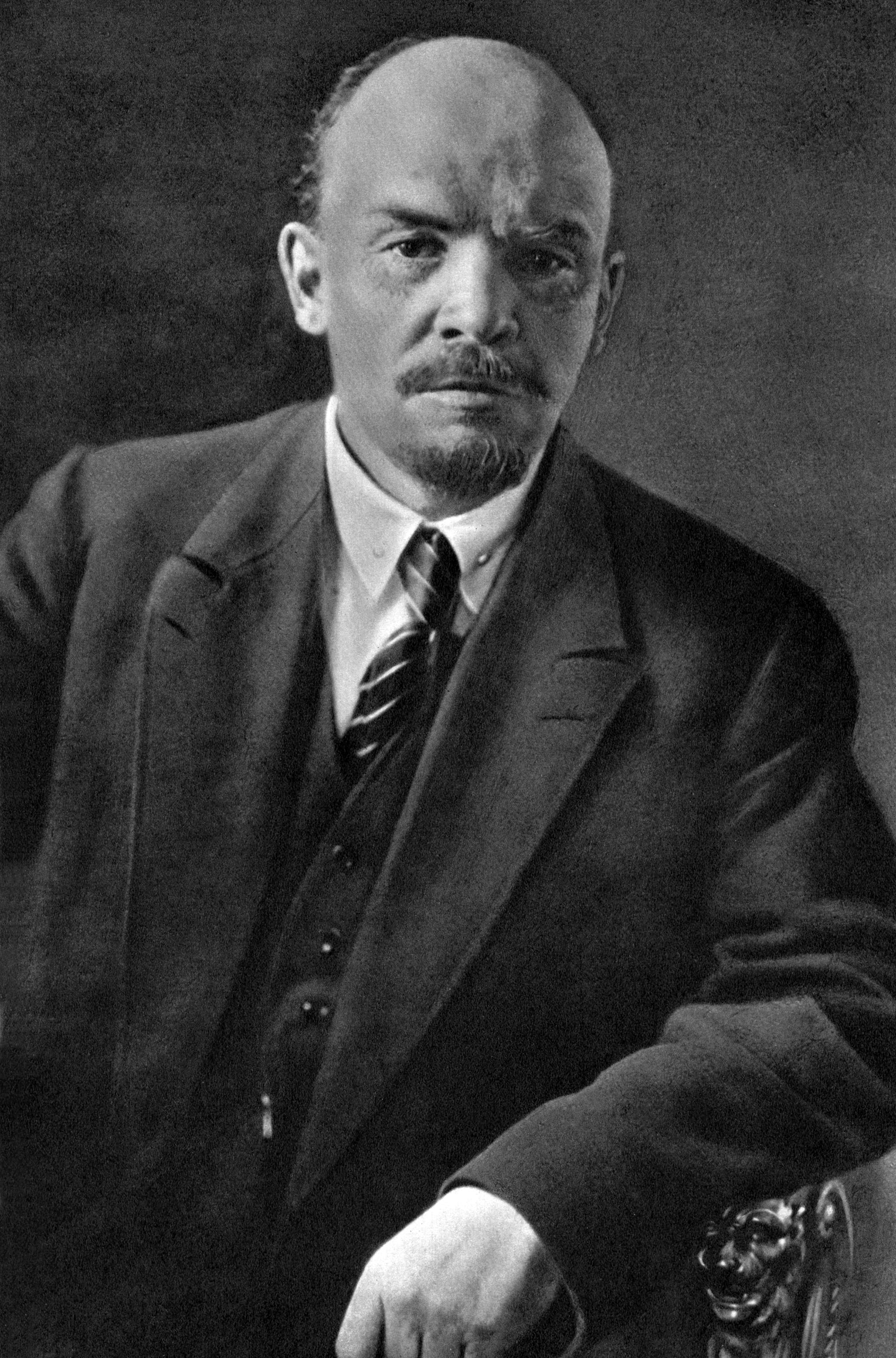
Włodzimierz Lenin, lider bolszewików i twórca państwa radzieckiego

Po rosyjskiej rewolucji lutowej 1917 roku Rosja przekształciła się w republikę. Nowy demokratyczny rząd współtworzyła Partia Socjalistów-Rewolucjonistów (oraz liberalne stronnictwo Kadetów), a premierem został eserowiec Aleksander Kiereński. Przy działającym legalnie rządzie jednocześnie powstawać zaczęły wielopartyjne rady delegatów chłopskich, robotniczych i żołnierskich – tym samym stopniowo zaczął kształtować się system dwuwładzy. We wrześniu odbyły się wybory do Zgromadzenia Konstytucyjnego zwołane przez Rząd Tymczasowy. Rząd Tymczasowy kontynuował wojnę z Niemcami, lider antywojennych socjalistów brytyjskich MacDonald odwiedził przedstawicieli rządu Rosji w czerwcu, starając się doprowadzić do zawarcia pokoju i zakończenia długoletniej wojny. W kwietniu z emigracji w Szwajcarii do Rosji wrócił Włodzimierz Lenin, lider frakcji bolszewików. Wzywał on do zaprzestania działań wojennych oraz przekazania władzy w ręce rad.
W październiku Włodzimierz Lenin i Lew Trocki opowiedzieli się za zamachem stanu przeciwko Rządowi Tymczasowemu. Komitet Centralny ugrupowania bolszewickiego uchwalił decyzję o zbrojnej rebelii, wyrażając nadzieję na utworzenia koalicji partii socjalistycznych (eserowców, bolszewików i mienszewików). Zamach stanu przeszedł do historii jako rewolucja październikowa, rząd Kiereńskiego został obalony. Rząd bolszewicki zawiesił działania wojenne i podjął pierwsze kroki w celu przyznania gruntów rolnych ludności chłopskiej. Duża część socjalistów zachodnich, w tym MacDonald, widziało we władzy bolszewickiej przejaw „niebezpieczeństwa anarchii w Rosji”, mimo to niektórzy z nich popierali pacyfistyczną politykę zagraniczną bolszewików w czasie I wojny światowej.
Już po objęciu władzy Lenin zrezygnował z części elementarnych zasad marksizmu. Wcześniej zapowiedziane wybory odbyły się już po przewrocie bolszewickim, wybory wygrali Socjaliści-Rewolucjoniści zdobyli oni 17 943 000 głosów (40,4%), bolszewicy natomiast 10 661 000 (24%). Nowy parlament został rozwiązany przez oddziały wierne bolszewikom, co było przyczyną wybuchu wojny domowej. W kraju doszło do zbrojnych wystąpień opozycyjnych ugrupowań socjalistycznych przeciw bolszewikom, wybuchło m.in. powstanie w Kronsztadzie i powstanie lewicowych eserowców. Wojna domowa zakończyła się w 1920 roku zwycięstwem Armii Czerwonej. Bolszewicy wprowadzili gospodarkę mieszaną, zwaną Nową Polityką Ekonomiczną.
Uważa się, że rewolucja październikowa i wojna domowa w Rosji przyniosła ostateczny podział ideologiczny na nurt komunizmu i socjalizmu. Rewolucja październikowa doprowadziła bowiem do powstania w partiach socjalistycznych na całym świecie frakcji komunistycznych lub powstawania niezależnych partii komunistycznych. Partie komunistyczne skupiała Międzynarodówka Komunistyczna powołana z inicjatywy bolszewików.

### Rewolucja w Niemczech
Gdy wojna w Niemczech nasiliła kryzys, doszło do pierwszych w czasie wojny strajków protestacyjnych. Szczególnie ciężka dla robotników była tzw. zima brukwiowa z przełomu lat 1916–1917. Gdy socjaldemokrata Karol Liebknecht 28 czerwca 1916 roku stanął przed sądem za udział w manifestacji z okazji Święta Pracy, w strajku w obronie działacza udział wzięło 50 tysięcy pracowników. Był to pierwszy strajk w pogrążonej w wojnie Rzeszy. Do kolejnej fali wystąpień doszło w 1917 roku. 8 kwietnia Kautsky z grupą centrystów wywodzących się z SPD założył antywojenną Niezależną Socjaldemokratyczną Partię Niemiec. W styczniu 1918 roku doszło do strajków w ośrodkach przemysłowych kraju, zostały one jednak zdławione przez siły zbrojne.
Po strajkach w Berlinie i Lipsku, 3 listopada wybuchł bunt marynarzy w Kilonii, 5 i 6 bunty ogarnęły szereg niemieckich miast, a 9 doszło do kolejnego strajku w Berlinie. Daty te uważane są za początek rewolucji listopadowej. Żołnierze stacjonujący w Berlinie opowiedzieli się przeciw władzy cesarskiej i powołali Rady Żołnierskie. W wystąpieniach robotniczych największy wpływ mieli socjaldemokraci, mniejszy działacze rewolucyjnego Związku Spartakusa.
W dniu wybuchu strajku w Berlinie Wilhelm II ogłosił abdykację, urząd kanclerza przyznał socjaldemokracie Friedrichowi Ebertowi, a Niemcy stały się republiką. Liebknecht ogłosił z balkonu pałacu cesarskiego powstanie republiki socjalistycznej, o dwie godziny wyprzedził go członek skrzydła reformistycznego SPD, Philipp Scheidemann, który w Reichstagu ogłosił powołanie Republiki Weimarskiej. Od tego momentu rewolucja skierowana do tej pory przeciwko reżimowi cesarskiemu stała się wewnętrzną walką niemieckiej lewicy. Ostatecznie władzę objęła socjaldemokratyczna Rada Pełnomocników Ludowych, a nowy rząd rozbił wystąpienia Związku Spartakusa. 10 listopada w Alzacji i w Lotaryngii utworzona została Alzacka Republika Rad, wówczas lider miejscowego SPD, Jacques Peirotes, zwrócił się do wojsk francuskich o zdławienie „anarchii”.
Obalenie caratu w Rosji w lutym 1917 roku miało istotny wpływ na politykę wojenną Niemiec. Upadek władzy carskiej kończył dotychczasową argumentację Eberta i prawicowego skrzydła SPD o zagrożeniu ze strony reakcyjnego rządu Rosji. Działania rządu doprowadziły do kolejnych rozruchów, ruch socjalistyczny, a nawet katolicki ruch robotniczy, 19 lipca 1917 roku ogłosiły „rezolucję pokojową” i wezwały do zakończenia wojny. Rezolucja wbrew postanowieniem rządu przyjęta została przez większość Reichstagu. Rząd przystąpił do rozmów z nowym rządem bolszewickim. W 1918 doszło do podpisania traktatu w Brześciu Litewskim.
Związek Spartakusa w 1918 roku częściowo przekształcił się w Komunistyczną Partią Niemiec, a od 1919 roku stał się członkiem Międzynarodówki Komunistycznej. Gdy w styczniu 1919 roku działacze KPD na czele z Różą Luksemburg i Wilhelmem Pieckiem próbowali wywołać powstanie przeciwko rządowi Eberta, Luksemburg i Liebknecht zostali pojmani i zamordowani przez prawicowe bojówki Freikorps. Walki rewolucyjne trwały do końca roku, jeszcze w kwietniu 1919 roku powołano do życia Bawarską Republikę Rad, a niemieccy komuniści liczyli na połączenie sił z ciągnącą od wschodu rewolucją bolszewicką.

## Dwudziestolecie międzywojenne

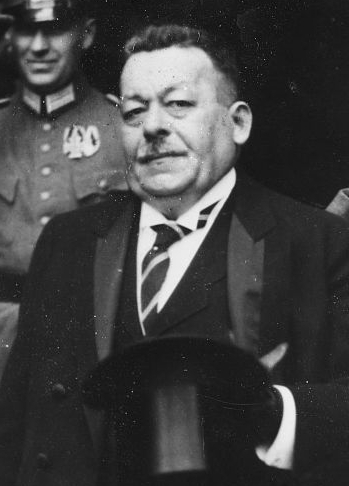
Socjaldemokratyczny kanclerz Niemiec Friedrich Ebert

Socjaldemokratyczna Partia Niemiec przyjęła bardziej liberalną ścieżkę reformistyczno-socjalistyczną, stopniowo odchodząc od rewizjonistycznego marksizmu. W 1933 roku, po objęciu władzy przez NSDAP, partia razem z innymi ugrupowaniami lewicowymi została zdelegalizowana, a jej działacze kontynuowali działalność na emigracji jako „SoPaDe”.
We Włoszech, w 1921 roku powstała organizacja Śmiałkowie Ludu, której celem było przeciwstawienie się powstającej Narodowej Partii Faszystowskiej Benito Mussoliniego i rosnącej przemocy ze strony paramilitarnych czarnych koszul. Zdecydowana większość członków Śmiałków Ludu była robotnikami (przede wszystkim kolejarzami, pracownikami metalurgii, robotnikami budowlanymi, pracownikami portów, stoczniowcami, robotnikami rolnym oraz listonoszami). Poza robotnikami do organizacji dołączali także chłopi, urzędnicy, adwokaci oraz studenci. Zazwyczaj były to młode osoby, które nie osiągnęły nawet wieku poborowego. Ideologicznie organizacja składała się z rewolucyjnych związkowców, socjalistów, komunistów, anarchistów, republikanów, antykapitalistów, a także niektórych byłych oficerów wojskowych. Jednymi ze współzałożycieli byli Argo Secondari, Gino Lucetti (który 11 września 1926 próbował zamordować Mussoliniego) oraz Guido Picelli.
W 1924 roku został zamordowany przez faszystów Giacomo Matteotti, lider opozycyjnej Włoskiej Partii Socjalistycznej. Włoscy socjaliści rozbici przez reżim Benito Mussoliniego kontynuowali działalność w podziemnych organizacjach, takich jak Giustizia e Libertà, a część z organizacji emigracyjnych socjalistów włoskich przyjęło program liberalnego socjalizmu.
W Austrii w 1934 roku toczyła się wojna domowa między reżimem austrofaszystowskim a republikańskim Republikańskim Związkiem Obronnym.
Socjalizm rozwijał się również poza Europą. Porewolucyjna Republika Chińska rządzona przez Kuomintang, realizowała politykę chińskiego socjalizmu, choć z czasem ideologia ta wywierała na władze chińskie coraz mniejszy wpływ. W 1925 roku powstała Brazylijska Partia Socjalistyczna, a w 1935 roku Sojusz Wyzwolenia Narodowego – antyreżimowa koalicja, w skład której wchodzili m.in. socjaliści, która zorganizowała nieudaną rebelię. W Ameryce poniekąd na skutek czerwonej paniki na początku lat 20. rozpadła się Amerykańska Partia Socjalistyczna. Kontynuująca działalność Partia Socjalistyczna podzieliła się na „starą gwardię” oraz młodych działaczy coraz przychylniej odnoszących się do ZSRR. Po radykalizacji młodych działaczy, „stara gwardia” opuściła partię i założyła Federację Socjaldemokratyczną. Część członków starej gwardii Partii Socjalistycznej założyło przy wsparciu Kongresu Organizacji Przemysłowych (CIO) w Nowym Jorku Amerykańską Partię Pracy. Ugrupowanie to w 1936 roku w stanie Nowy Jork uzyskało 274 000 głosów.
Socjalistyczny charakter miała sprawująca władzę w Meksyku Partia Narodowo-Rewolucyjna, w 1924 roku w Meksyku założony został Amerykański Rewolucyjny Sojusz Ludowy, który pierwotnie miał być ogólnoamerykańską rewolucyjną organizacją antykapitalistyczną.

### Kraje skandynawskie
Władzę w krajach skandynawskich przejęły partie socjaldemokratyczne – Norweska Partia Pracy, Szwedzka Socjaldemokratyczna Partia Robotnicza, duńska Socjaldemokracja. Partiom tym udało się zbudować jeden z najbardziej rozbudowanych systemów opieki społecznej na świecie.
W 1920 roku szwedzcy socjaldemokraci utworzyli rząd mniejszościowy. Król szwedzki zgodził się na to, pod warunkiem, że socjaldemokraci nie będą mogli dokonać zmian konstytucyjnych i przeprowadzić rozbrojenia. Socjaldemokraci prowadzili politykę gospodarki mieszanej, łącząc wolny rynek z obecnością własności państwowej w obszarach o kluczowej wartości gospodarczej (przemysł, transport). W latach 30. w socjaldemokracji doszło do dyskusji na temat polityki gospodarczej. Niektórzy działacze uznali ją za zbyt skrajną, postulując tzw. społeczną gospodarkę rynkową, wspierającą prywatne przedsiębiorstwa i własność prywatną.
Hjalmar Branting stał na czele trzech rządów w latach 1920, 1921-1923 i 1924-26. Nie udało mu się jednak utworzyć rządów większościowych. Per Albin Hansson sprawował urząd prezesa rady ministrów przez 14 lat, w latach 1936–1939 tworząc czerwono-zieloną koalicję z partią chłopską

### Wielka Brytania i kraje wspólnoty

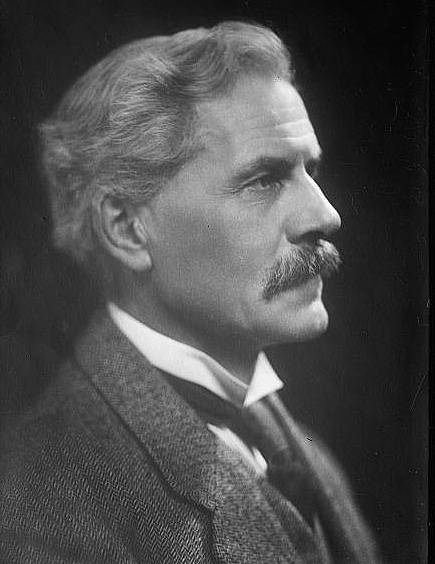
Ramsay MacDonald, premier Wielkiej Brytanii z ramienia Partii Pracy

W 1924 roku brytyjscy laburzyści utworzyli rząd mniejszościowy z Ramsayem MacDonaldem jako prezesem rady ministrów. Rząd upadł w wyniku opublikowania listu Grigorijego Zinowjewa, który miał być dowodem powiązań Partii Pracy z rządem ZSRR. Po latach okazało się, że list był oszustwem. Laburzyści utworzyli drugi rząd mniejszościowy w 1929 roku, a premierem został ponownie Ramsay MacDonald. Gdy w 1929 roku świat ogarnął wielki kryzys, MacDonald utworzył rząd z Partią Liberalną i Konserwatywną. Część laburzystów uznała utworzenie rządu wielopartyjnego za błąd władz partii, działacze ci utworzyli Narodową Organizację Pracy. W 1931 roku sam MacDonald został wydalony z partii. We wczesnych latach 20. Partia Pracy przyjęła socjalizm etyczny. Za jego ideologa uważany jest chrześcijański socjalista Richard Tawney. Niezależna Partia Pracy do tej pory sprzymierzona z Partią Pracy zerwała z nią w 1932 roku, obawiając się utraty niezależności, a wielu działaczy partii zasiliło szeregi Brygad Międzynarodowych walczących z frankistami w Hiszpanii.
Wielki kryzys przyczynił się do zwycięstwa laburzystów z nowozelandzkiej Partii Pracy w 1935 roku. Uzyskali oni 46,1% poparcia. W Kanadzie, na początku lat 20. XX wieku, założona została Federacja Wspólnot Spółdzielczych, która z czasem stała się największą partią socjalistyczną Kanady. Ideologia partii związana była z agraryzmem, socjaldemokracją, socjalizmem demokratycznym i chrześcijańskim.

### Francja

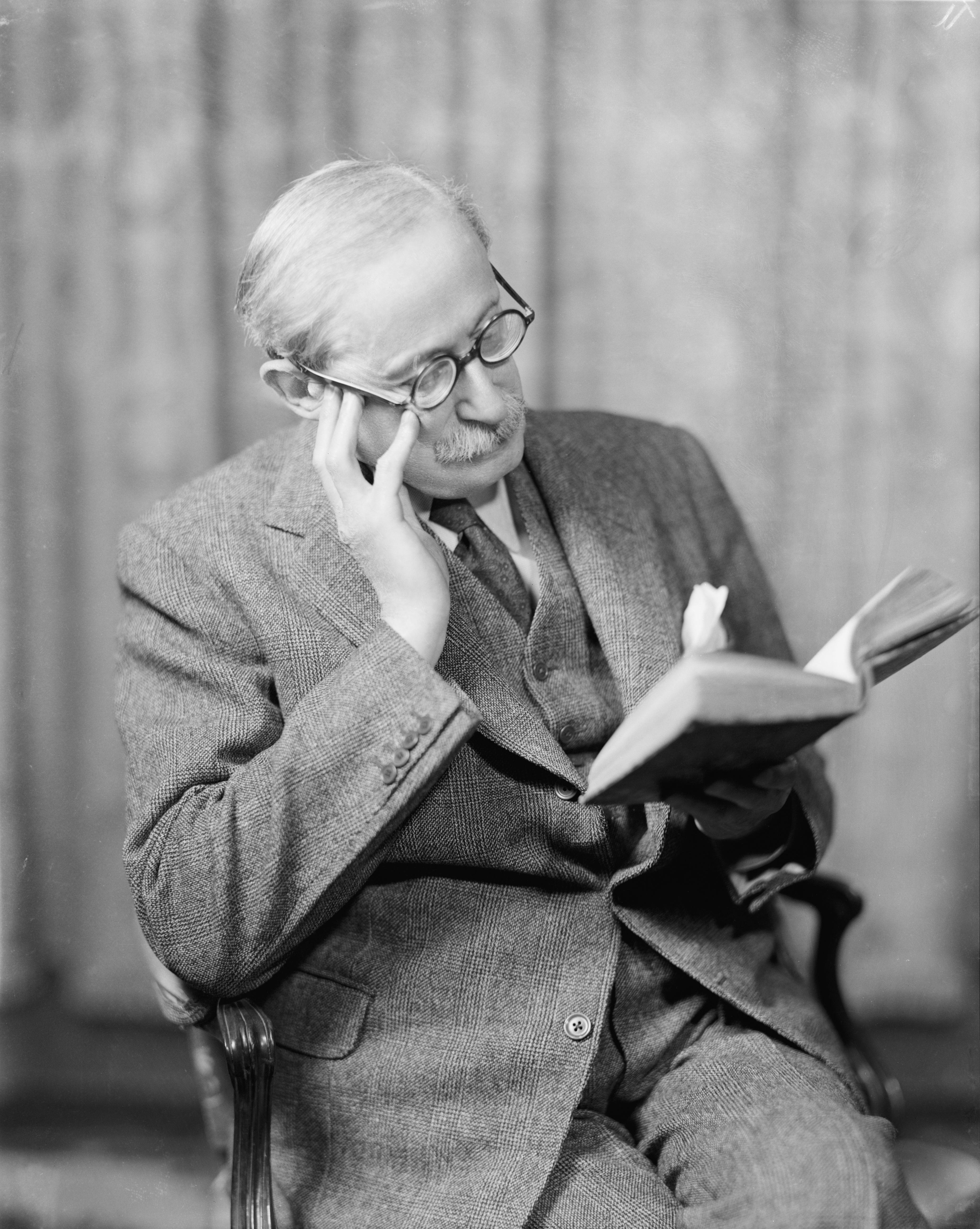
Premier Francji Léon Blum

Kartel Lewicy, sojusz SFIO i Partii Radykalno-Socjalistycznej, wygrał wybory parlamentarne we Francji w 1924 roku. Aristide Briand ówczesny minister spraw zagranicznych, dążył do pojednania z Niemcami, był współtwórcą antywojennego paktu Brianda-Kelloga, traktatu w Locarno, wysuwając także propozycję utworzenia unii europejskiej. Kwestię możliwej unii Briand podniósł 5 września 1929 roku na Zgromadzeniu Ligi Narodów. Jego federalistyczne projekty uległy jednak zapomnieniu po wybuchu Wielkiego Kryzysu, inwazji japońskiej na Chiny i przejęciu władzy przez Hitlera w Niemczech. Wielki kryzys doprowadził do utworzenia w SFIO umiarkowanych frakcji neosocjalistycznej i Ruchu Nonkonformistycznego. Neosocjaliści zostali wydaleni z partii w 1933 roku. Z kolei nonkonformiści skupili się na krytyce klasycznego liberalizmu i interwencjonizmu. Wielu działaczy SFIO zradykalizowało się, tworząc na lewym skrzydle partii takie frakcje jak Walka Socjalistyczna i Lewica Rewolucyjna. Od 1934 roku w partii działali trockiści prowadzący politykę entryzmu, nazwaną później francuskim zwrotem. W 1932 roku Kartel Lewicy ponownie wygrał wybory, a premierem pozostał Édouard Daladier. Rząd rozpadł się jednak po zamieszkach ugrupowań skrajnej prawicy 6 lutego 1934 i aferze Stavisky’ego. Zamieszki doprowadziły do wykrystalizowania się jednolitego frontu antyfaszystowskiego. SFIO i Francuska Partia Komunistyczna w 1935 zawarły koalicję pod nazwą Front Ludowy. Front odniósł zwycięstwo w 1936 roku, a premierem został Léon Blum. Na znak sprzeciwu po zawarciu koalicji z partią komunistyczną, partię licznie opuścili zwolennicy trockizmu.
Komuniści nie weszli do rządu Frontu Ludowego, lecz go popierali. Ministrowie wywodzili się z partii socjalistycznych i radykalnych. Rząd uchwalił nowe ustawy socjalne, zdelegalizował organizacje faszystowskie, paramilitarne i terrorystyczne. Przedstawiciele skrajnie lewicowej frakcji Lewica Rewolucyjna, opuścili SFIO i utworzyli niezależną Partię Socjalistyczną Robotników i Chłopów.

### Hiszpania
Hiszpania od 1931 roku była republiką konstytucyjną, nie przeprowadziła jednak reformy rolnej i w dalszym ciągu znaczne połacie ziemi należały do Kościoła. Wojsko zdominowane było przez zwolenników monarchizmu i ultramontańskie. W 1934 roku w Asturii doszło do robotniczego powstania, które zmieniło się w próbę walki o niepodległość regionu, powstanie zostało jednak rozbite przez siły państwowe. W 1936 roku wybory okazały się sukcesem Frontu Ludowego, w skład którego wchodzili republikanie, socjaliści, komuniści oraz mniejszości narodowe. Lewica zrzeszona we Froncie Ludowym zdobyła łącznie 277 mandatów (w tym komuniści 16, socjaliści 89, republikanie 84).
W proteście przeciwko zwycięstwu lewicy w kraju dochodziło do aktów terroru skrajnej prawicy. Członkowie faszystowskiej Falangi zamordowali sędziego Manuela Pedragala, który skazał na 30 lat bojówkarza oskarżonego o zabójstwo sprzedawcy gazet socjalistycznych. Wydarzenie to doprowadziło do serii porachunków między anarchistami a falangistami. Na prowincji działały ultrakatolickie bojówki Requetes zwalczające siły republikańskie. Wykorzystując chaos powstały w państwie, przeciwko legalnemu rządowi zbuntowała się część wojska na czele z Francisco Franco. Rebelianci uzyskali wsparcie od nazistowskich Niemiec i faszystowskich Włoch.
Po stronie republikańskiej opowiedziały się związki zawodowe i organizacje lewicowe, które zaczęły tworzyć własne milicje, były to m.in. POUM, Hiszpańska Socjalistyczna Partia Robotnicza, Powszechny Związek Pracujących i Krajowa Konfederacja Pracy. Rząd republikański został poparty przez Brazylię, Francję, ZSRR i Meksyk. Dzięki wsparciu Kominternu utworzono Brygady Międzynarodowe zwalczające siły frankistowskie Żołnierze Brygad rekrutowali się wśród zwolenników lewicy na całym świecie. W połowie wojny doszło do rozłamu w siłach republikańskich. Spowodowane to było zewnętrznymi tarciami między stalinistami a trockistami i anarchistami. Kulminacyjnym momentem walk były dni majowe w Barcelonie.
Ostatecznie wojnę wygrali frankiści którzy ustanowili w kraju rządy określane jako faszystowskie, autorytarne lub totalitarne, a ruch socjalistyczny w Hiszpanii został rozbity i sprowadzony do podziemia. Do 1979 roku działał jednak antyfrankistowski ruch oporu.

### Polska

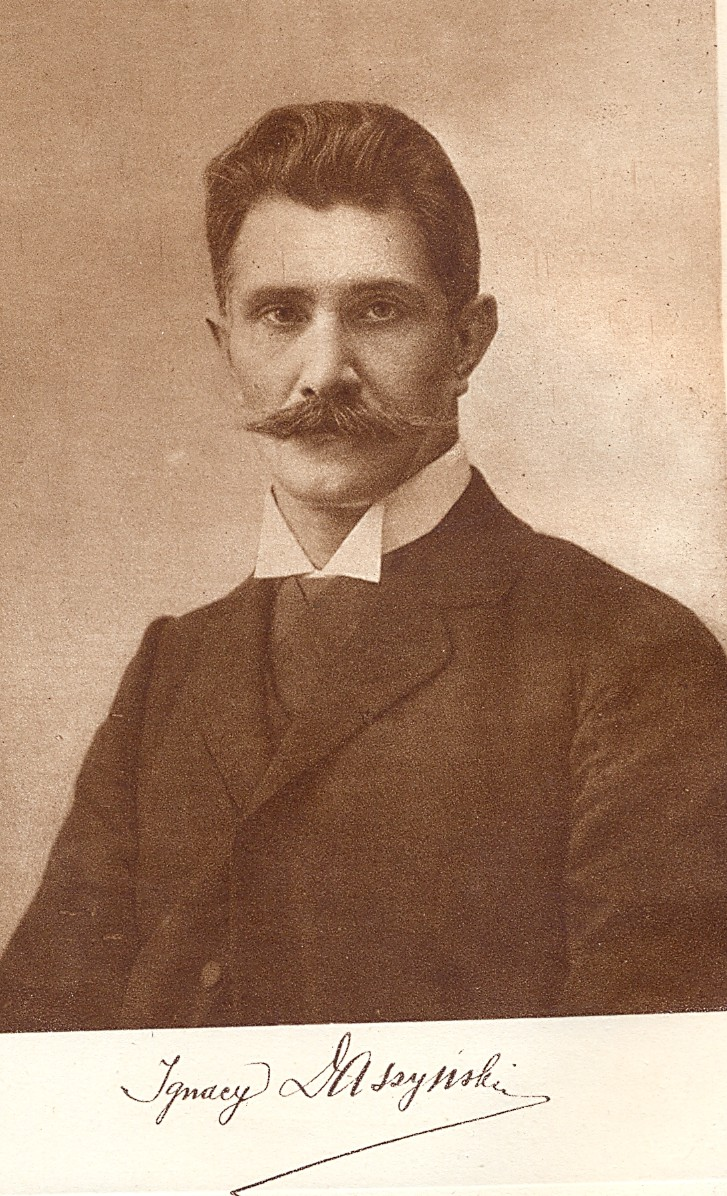
Ignacy Daszyński pierwszy premier II RP, działacz wywodzący się z Polskiej Partii Socjalno-Demokratycznej

PPS współtworzyła Centralny Komitet Niepodległościowy, Polską Organizację Wojskową, Konwent A, Naczelny Komitet Narodowy a z Polskiej Partii Socjalistycznej wywodzili się pierwsi premierzy II Rzeczypospolitej Ignacy Daszyński i Jędrzej Moraczewski. Sam PPS uczestniczył również w działalności Rad Delegatów Robotniczych. Program PPS skupiał się wokół utworzenia systemu parlamentarno-demokratycznego, ustawodawstwa socjalnego, sekularyzacji i nacjonalizacji podstawowych gałęzi przemysłu. W 1918 roku OB PPS uczestniczyła w rozbrajaniu sił wojskowych zaborców. W czerwcu 1919 roku PPS trzech zaborów (PPS, PPSD, PPS Zaboru Pruskiego) zjednoczyły się w jedną partię. W pierwszych latach II RP socjaliści uznawani byli za część obozu belwederowskiego popierającego Józefa Piłsudskiego oraz blisko współpracowali z Polskim Stronnictwem Ludowym „Wyzwolenie”, za główne zagrożenie PPS uznawała endecję oraz komunistów.
Socjaliści tworzyli związki zawodowe, młodzieżówki, organizacje harcerskie i spółdzielcze. Do największych organizacji powiązanych z PPS zaliczano Czerwone Harcerstwo, Towarzystwo Uniwersytetu Robotniczego, Związek Stowarzyszeń Zawodowych, Związek Niezależnej Młodzieży Socjalistycznej czy Związek Robotniczych Stowarzyszeń Spółdzielczych. W okresie II RP popularnością cieszyły się lewicowe czasopisma takie jak Gazeta Robotnicza, Dziennik Ludowy, Robotnik (organ prasowy PPS) i Naprzód.
Poza PPS pozostały niewielkie grupki socjalistów powiązanych z komunistami (PPS-Opozycja, PPS-Lewica, Partia Niezależnych Socjalistów (od 1924 pod nazwą Niezależna Socjalistyczna Partia Pracy). Innymi partiami robotniczymi działającymi w tym okresie była chadecka Narodowa Partia Robotnicza i Komunistyczna Partia Polski oraz partie mniejszości narodowych takie jak żydowskie Bund i Poalej Syjon, ukraińskie Ukraińska Partia Socjal-Demokratyczna, Ukraińska Partia Socjalistyczno-Radykalna, Ukraińskie Włościańsko-Robotnicze Zjednoczenie Socjalistyczne, białoruskie Białoruska Partia Niezależnych Socjalistów i Białoruska Włościańsko-Robotnicza Hromada oraz niemieckie Niemiecka Partia Socjalno-Demokratyczna i Niemiecka Socjalistyczna Partia Pracy. W okresie kryzysu gospodarczego 1923 roku, PPS ogłosiła strajk powszechny w Krakowie. Strajk przerodził się w powstanie robotnicze, stłumione przez władze rządowe do podobnych starć doszło w Borysławiu i Tarnowie. W 1926 roku PPS poparła przewrót majowy, jednak już w grudniu 1926 roku wycofała swoje poparcie dla Piłsudskiego. Zwolennicy Piłsudskiego założyli w 1928 roku PPS dawną Frakcję Rewolucyjną. W 1929 roku PPS razem z partiami ludowymi i chadeckimi uczestniczyła w antysanacyjnej koalicji Centrolewu.
Wielki kryzys (1929-1933) doprowadził do radykalizacji PPS. Partia opuściła Centrolew, a wewnątrz PPS pojawiały się hasła komunizujące, a radykalny ruch socjalistyczny domagał się międzypartyjnej współpracy z PPS. Odejście z pozycji radykalnych nastąpiło w roku 1935.

## II wojna światowa
W Wielkiej Brytanii Partia Pracy od początku popierała uczestnictwo w koalicji antyhitlerowskiej. Laburzyści wspólnie z partiami Konserwatywną i Liberalną utworzyły wspólny rząd koalicyjny oraz nie konkurowały ze sobą w wyborach. We Francji z inicjatywy SFIO zakładano Komitety Akcji Socjalistycznej, a sama partia została reaktywowana w 1943 roku. SFIO weszła w skład powstałego w 1944 roku Tymczasowego Rządu Republiki Francuskiej.
Socjaliści uczestniczyli aktywnie w działaniach wojennych w Polsce. W czasie kampanii wrześniowej działali Kosynierzy gdyńscy związani z Polską Partią Socjalistyczną. W obronie Warszawy udział brała Robotnicza Brygada Obrony Warszawy. Po klęsce Polski PPS została rozwiązana, a na jej miejsce powstała podziemna Polska Partia Socjalistyczna – Wolność, Równość, Niepodległość i jej bojowe skrzydło Gwardia Ludowa WRN. Socjaliści niezwiązani z PPS założyli 1941 roku organizację Polscy Socjaliści, w 1943 roku przeobrażoną w Robotniczą Partię Polskich Socjalistów. Formacją militarną Polskich Socjalistów były Formacje Bojowo-Milicyjne Polskich Socjalistów. W Wielkiej Brytanii działał Komitet Zagraniczny PPS. W Polsce działacze związani z Polską Partią Socjalistyczną działali w ogólnopolskich organizacjach takich jak Polityczny Komitet Porozumiewawczy, którego liderem był Kazimierz Pużak. Na bazie Związku Niezależnej Młodzieży Socjalistycznej powstała Socjalistyczna Organizacja Bojowa, w 1944 roku w Warszawie liczyła ona ok. 200 żołnierzy i oficerów. W 1944 roku odbudowana została PPS, była ona jednak w dużym stopniu podporządkowana władzom komunistycznym.
Największa grecka organizacja ruchu oporu Greckie Ludowe Wyzwoleńcze Wojsko, powiązana z Narodowym Frontem Wyzwoleńczym, została zawiązana w 1941 roku przez Komunistyczną Partię Grecji i trzy mniejsze formacje. Nie była ona jednak ruchem oporu stricte komunistycznym i uczestniczył w nim licznie ruch socjalistyczny, a także ludowy. Polityczny Komitet Wyzwolenia Narodowego zwany potocznie „rządem gór”, zrzeszał również działaczy socjalistycznych. Przywódcą rządu był Alexandros Swolos, jeden z liderów działającej od 1920 roku, Socjalistycznej Partii Grecji. Socjaliści uczestniczyli też w konkurencyjnej i wrogiej ELAS, EDES.
Od 1943 roku na terenie Włoch do walki zbrojnej z faszystami przystąpiła socjalistyczna organizacja Giustizia e Libertà. Duża część działaczy organizacji dołączyła do nowo utworzonej partii Partito d'Azione. Gdy 8 września 1943 ogłoszone zostało powstanie Włoskiej Republiki Socjalnej, z inicjatywy dwóch grup powstawać zaczęły regularne antyfaszystowskie oddziały partyzanckie.

## Socjaldemokracja po 1945 roku

### Ewolucja ideowa, demokratyczny socjalizm

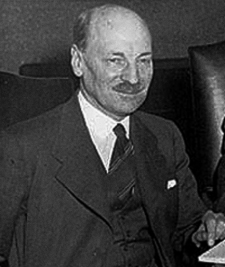
Premier Wielkiej Brytanii Clement Richard Attlee

Od lat 50. do lat 70. większość zachodnioeuropejskich partii socjalistycznych głównego nurtu odrzuciła ze swych programów odniesienia do marksizmu, przyjmując demokratyczny socjalizm. Francuska Sekcja Międzynarodówka Robotnicza pozostała przy ideologii marksistowskiej aż do chwili wejścia w skład Partii Socjalistycznej w 1969 roku. Socjaldemokratyczna Partia Niemiec przyjęła ideologię socjalizmu demokratycznego i odrzuciła marksizm programowy w 1959 roku. We Włoszech w 1947 roku w wyniku rozłamu we Włoskiej Partii Socjalistycznej założona została Włoska Partia Socjaldemokratyczna. Jej przywódca Giuseppe Saragat w 1964 roku wybrany został prezydentem Włoch. W Skandynawii w latach 50. rozwijał się folkesocialisme, będący jedną z odmian socjalizmu demokratycznego. Niezależny ruch socjalistyczny w krajach bloku wschodniego został zdławiony. W 1948 roku w Polsce komunistyczne władze zjednoczyły komunistyczny PPR i socjalistyczny PPS po wcześniejszej czystce wśród członków tych partii, tworząc Polską Zjednoczoną Partię Robotniczą. Podobny los spotkał wschodnioniemiecką SPD która weszła w skład SED.
Nurt socjaldemokratyczny krytykował rewolucyjne odmiany socjalizmu i promował stopniowe reformy gospodarki kapitalistycznej. Z czasem wielu socjaldemokratów głosiło, że system kapitalistyczny powinien zostać zachowany, co spotkało się z krytyką zwolenników demokratycznego socjalizmu. Socjaliści demokratyczni opowiadali się bowiem za reformizmem, byli jednak zdecydowanie antykapitalistyczni. Byli oni zwolennikami nacjonalizacji kluczowych dla gospodarki branż i redystrybucją majątku. Powstała w 1951 roku Międzynarodówka Socjalistyczna zrzeszała socjalistyczne partie polityczne odwołujące się do marksizmu i humanizmu. W deklaracji programowej Międzynarodówka potępiła kapitalizm i bolszewicki wariant komunizmu który miał być niezgodny z marksizmem.

### Rządy socjaldemokratyczne

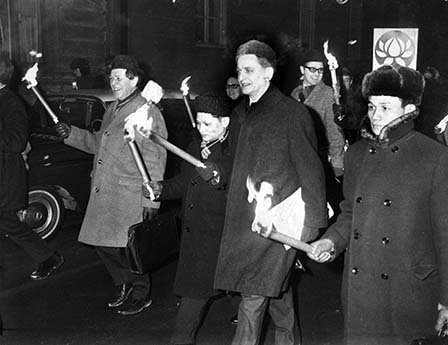
Szwedzki premier Olof Palme, zwolennik socjalizmu demokratycznego

Rządząca w powojennej Austrii Socjalistyczna Partia Austrii wprowadzała w życie zasady korporacjonizmu socjalnego. Zbliżoną politykę prowadziła Partia Pracy w Wielkiej Brytanii, która znacjonalizowała część brytyjskiego przemysłu. Laburzystowski rząd Clementa Attleego prowadził politykę planowania ekonomicznego. W 1947 roku znacjonalizował przemysł węgla kopalnego, a mniejsze firmy stoczniowe i lotnicze łączono w państwowe przedsiębiorstwa. Znacjonalizowano złoża węgla, gaz, energie elektryczną, koleje, żelazo i stal. Nacjonalizacja odbywała się za odszkodowaniami. Na politykę premiera Attlee duży wpływ miał lewicowy ekonomista William Beveridge. Minister zdrowia Aneurin Bevan utworzył Narodową Służbę Zdrowia (National Health Service). Rząd wprowadził system ubezpieczeń socjalnych, emerytur i zasiłków. Nacjonalizację kontynuował rząd Partii Pracy w latach 1974–1979. Znacjonalizowano wówczas fabryki motoryzacyjne, lotnicze i stocznie. Francuski rząd socjalistyczny znacjonalizował m.in. Air France, Banque de France, Charbonnages de France, Électricité de France, Gaz de France i Régie Nationale des Usines Renault.
W krajach skandynawskich wykrystalizował się model państwa opiekuńczego zwany „modelem nordyckim”, był on mieszanką gospodarki wolnorynkowej i systemu socjalnego. W krajach skandynawskich stosowano zarówno liberalną politykę fiskalną, jak i szeroko zakrojone świadczenia socjalne.
Bardziej umiarkowaną od brytyjskiej i austriackiej polityki z lat 40. i 50. prowadziły Socjaldemokratyczna Partia Niemiec i Socjalistyczna Partia Austrii w latach 70. Rządy stworzone przez SPD i SPO opierały się na keynesizmie. Proces przejścia na pozycję centrowe w SPD rozpoczął się już w 1959 roku, gdy program z Godesberg odrzucił walkę klasową i filozofię marksistowską. Gdy inne partie lewicowe zaczęły przechodzić na pozycję keynesistowskie, uwypuklił się podział na socjaldemokratów i demokratycznych socjalistów. W latach 80. szwedzki rząd powrócił do socjalistycznych reform, przyjmując plan ekonomisty Rudolfa Meidnera. Plan ten odwołany został, dopiero gdy w 1990 roku, gdy wybory wygrali konserwatyści.

### Współcześnie

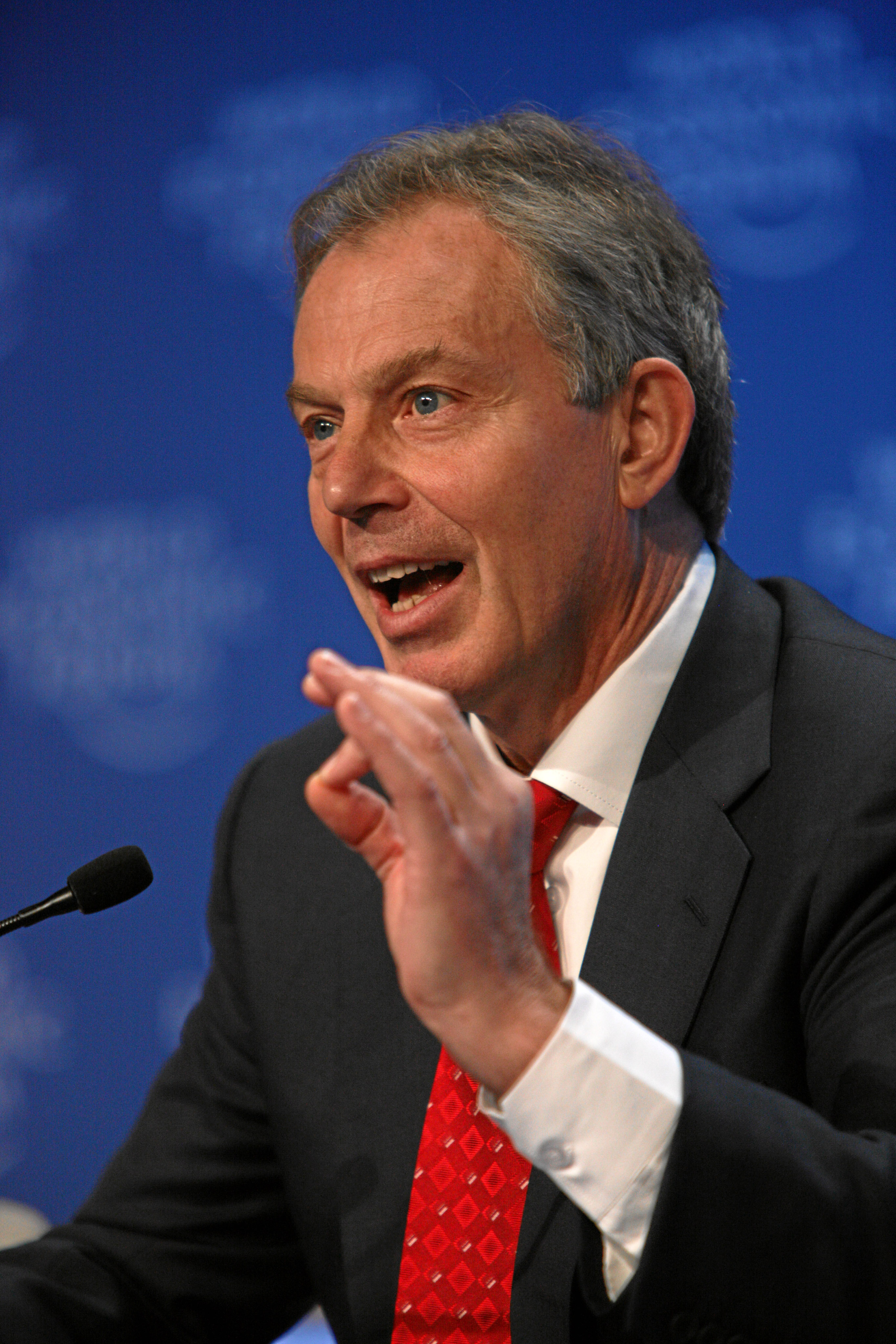
Tony Blair, laburzystowski premier Wielkiej Brytanii realizujący politykę tzw. trzeciej drogi

Po upadku bloku wschodniego w 1989 roku w łonie socjaldemokracji głównego nurtu coraz częściej pojawiały się nawoływania do przyjęcia tzw. trzeciej drogi. Partie te przyjęły część elementów programu socjalliberalizmu, a nawet neoliberalną polityką rynkową obejmującą prywatyzację i deregulację. Program trzeciej drogi realizowany był m.in. przez Tony’ego Blaira w Wielkiej Brytanii. Tony Blair zreformował program Partii Pracy, usuwając z niego postulaty nacjonalizacji gospodarki oraz ograniczając rolę związków zawodowych w życiu partii. Część partii komunistycznych z krajów byłego bloku wschodniego przekształciła się w postkomunistyczne partie socjaldemokratyczne.
Proces ten był odpowiedzią na pogłębiający się w latach 80. kryzys państwa opiekuńczego i neoliberalne reformy przywódców takich jak Ronald Reagan w USA, Margaret Thatcher w Wielkiej Brytanii i Brian Mulroney w Kanadzie. Wiele partii przesunęło swoje programy z gospodarki w stronę ochrony praw mniejszości i ochrona środowiska. Współpraca zielonych i socjaldemokratów doprowadziła często do powstania tzw. „sojuszu czerwono-zielonego”. Obecny rząd Norwegii nazywany jest „koalicją czerwono-zieloną”, a główny blok opozycyjny w Szwecji na czele z socjaldemokracją deklaruje się jako „czerwono-zielony”. W 1992 roku z inicjatywy europejskich socjalistów założona została Partia Europejskich Socjalistów, w założeniu PES ma realizować program partii socjaldemokratycznych w Unii Europejskiej.
W opozycji do trzeciej drogi i socjalliberalizmu rozwija się nurt alterglobalistyczny. Socjaliści odegrali ważną rolę w tworzeniu się nowych nurtów politycznych, których rzecznikiem stali się działacze do tej pory kojarzeni wyłącznie z socjalizmem. Kryzys zapoczątkowany w 2007 roku doprowadził do wzmożonej dyskusji na temat słuszności postulatów marksizmu i samej ideologii.